# Georges Cadoudal
Pour les articles homonymes, voir Cadoudal et Georges Cadoudal (sonneur).
Georges Cadoudal, né à Brec'h le 1er janvier 1771 et mort guillotiné le 25 juin 1804 à Paris, est un général chouan, commandant de l'Armée catholique et royale de Bretagne.
Fils de paysans aisés, charismatique et doué d'une force herculéenne, Cadoudal est d'abord partisan de la Révolution française. Il s'en détache en 1791, après la constitution civile du clergé, puis prend les armes contre elle en 1793 pour s'opposer au recrutement militaire de la levée en masse. À la suite de l'échec des rébellions paysannes en Bretagne, Cadoudal gagne la Vendée en juin. Capitaine dans les compagnies bretonnes sous les ordres de Bonchamps, il prend part aux batailles de la guerre de Vendée. Après la défaite des Vendéens à la deuxième bataille de Cholet et la mort de Bonchamps, il sert sous les ordres de Stofflet et participe à la Virée de Galerne. Il combat avec les Vendéens jusqu'à l'ultime bataille de Savenay.
De retour dans le Morbihan, Cadoudal prend le commandement des troupes de Chouans qui se forment dans le pays d'Auray. Il refuse de signer le traité de la Mabilais et de reconnaître la République. Colonel en 1795, il se distingue lors de l'expédition de Quiberon, après la débâcle de l'armée des émigrés, il parvient à sauver ses troupes des colonnes républicaines et est proclamé général par ses hommes.
Commandant en chef de l'armée catholique et royale du Morbihan, Cadoudal prend le contrôle de presque toutes les campagnes du département tandis que les Républicains ne conservent plus que les villes. Défenseur d'une chouannerie populaire, il s'oppose à son chef, Joseph de Puisaye et à la domination des officiers émigrés. Il signe la paix en 1796, puis reprend la guerre en 1798. Il renonce à prendre Vannes mais il s'empare de plusieurs petites villes à l'automne 1799, avant d'être tenu en échec à la bataille du pont du Loc'h.
Après avoir signé le traité de Beauregard, il refuse le grade de général dans l'armée républicaine et s'oppose au premier consul Napoléon Bonaparte. Fait lieutenant-général et commandant des troupes royales de Bretagne, il trouve refuge en Angleterre à la suite de l'attentat de la rue Saint-Nicaise à Paris en 1800 commis par deux de ses officiers. Cadoudal regagne Paris en 1804, il y organise un complot visant à capturer ou tuer le premier consul avec une troupe d'hommes armés tandis que le général Pichegru prendrait la tête du gouvernement et proclamerait Louis XVIII. La conspiration est déjouée par la police de Fouché et les conspirateurs sont arrêtés.
Jugé avec le général Moreau, Cadoudal est condamné à mort le 11 juin et guillotiné à Paris, place de l'Hôtel-de-Ville, le 25 juin 1804 avec onze autres royalistes. Sa famille est anoblie par Louis XVIII et il est fait maréchal de France à titre posthume.

## Famille et enfance

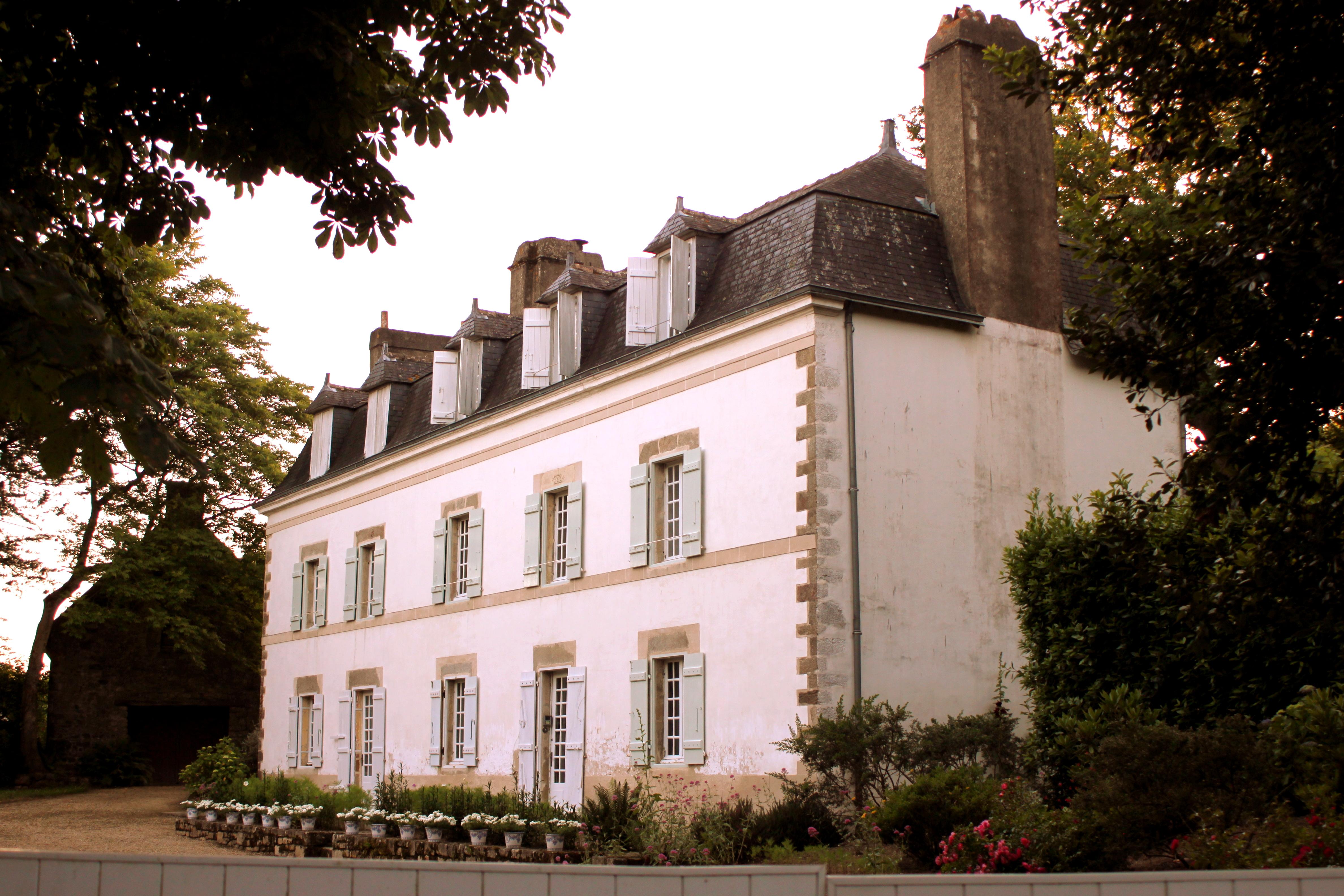
Le manoir de Kerléano, maison natale de Georges Cadoudal, à Auray.

Georges Cadoudal naît le 1er janvier 1771 au sein d'une famille de paysans aisés, à la ferme de Kerléano, alors hameau situé sur la commune de Brech, depuis lors rattaché à Auray. La ferme de Kerléano est agrandie et transformée en manoir au XIXe siècle. Il est le fils de Marie-Jeanne Le Bayon, « une des plus belles femmes du pays », (1750-1794) et de Louis Cadoudal (1735-1811), laboureur et champion de soule, dont il hérite la grande force physique.
La famille compte dix enfants dont cinq atteignent l'âge adulte : Georges, Julien (1775-1801), colonel dans l'armée vendéenne, Joseph (1784-1852), qui est anobli, dont postérité, Marie-Jeanne (1786-1858), et Louis (1790-1853), également anobli, dont postérité par lettre patente du roi Louis XVIII datée du 16 décembre 1815 avec pour blason « D'argent à la croix engrêlée de sable ».
Denis Cadoudal, frère de Louis, homme pieux du Tiers-Ordre de Saint François, vivait également au sein du foyer familial.
Assez tôt dans son enfance, Georges Cadoudal est envoyé au collège Saint-Yves de Vannes, dirigé par les prêtres du diocèse de Vannes (aujourd'hui le collège Jules Simon) qui sera une pépinière de chefs chouans. Dans ce collège, où sont envoyés les fils des paysans et marins aisés, l'enseignement comprend les études théologiques, le français, le latin et les mathématiques. À l'issue de ces études, la plupart des élèves se destinaient au séminaire ou au droit. Cadoudal est très bien considéré par ses condisciples durant ces années.
Il devient clerc de notaire chez Maître Glain à Auray (Morbihan), non sans avoir envisagé une carrière dans la marine ou le sacerdoce dans les ordres.

## La Révolution française
Dans un premier temps, Cadoudal et les collégiens de Vannes se montrent favorables à la Révolution française. Les 26 et 27 janvier 1789 voient se dérouler à Rennes une révolte des étudiants de Rennes contre la noblesse connue sous le nom de « journées des bricoles ». Jean-Victor Moreau, le meneur des étudiants rennais, appelle alors à l'aide les jeunes gens des villes de Bretagne. Les collégiens de Vannes répondent favorablement, envoient une lettre de soutien à Moreau, et forment une compagnie commandée par Cadoudal devant se rendre à Rennes. Cependant, cette compagnie ne quitte pas Vannes, Henri de Thiard de Bissy parvenant à négocier la fin des affrontements entre les deux ordres.
Cependant, l'engouement révolutionnaire de Cadoudal et de ses condisciples diminue fortement par la suite. La Constitution civile du clergé et les persécutions contre le Clergé réfractaire à partir de 1791 marquent la rupture avec la Révolution. Mais l'évènement qui met le feu aux poudres est la levée en masse et la conscription pour soutenir les guerres révolutionnaires. Les paysans du pays d'Auray se soulèvent en grand nombre en mars 1793 et Cadoudal se signale au combat de Mané-Corohan le 19 mars, perdu cependant pour les insurgés.

## La Guerre de Vendée

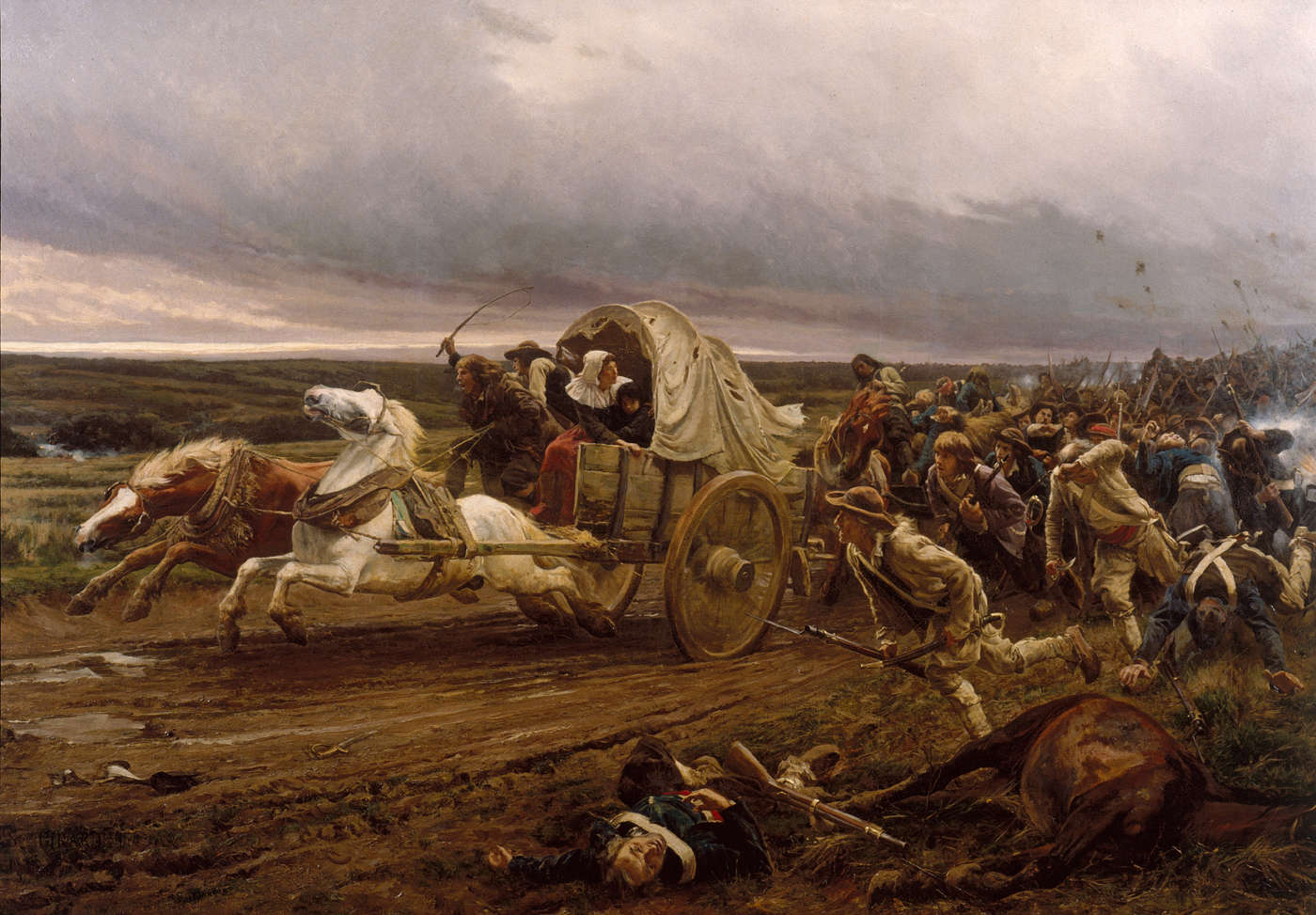
La déroute de Cholet, huile sur toile de Jules Girardet, 1883.
Musée d'art et d'histoire, Cholet.

En juin 1793, Georges Cadoudal rejoint l'armée vendéenne à Chalonnes-sur-Loire, peu de temps après la bataille de Saumur. Il se place sous les ordres du général Charles de Bonchamps et sert au sein des compagnies bretonnes qui rassemblent les insurgés du nord de la Loire. Le 29 juin, les Vendéens attaquent Nantes afin de soulever la Bretagne. Cadoudal participe à la bataille de Nantes mais l'offensive échoue, les 30 000 Vendéens sont repoussés par 12 000 Républicains et le général en chef Jacques Cathelineau est mortellement blessé au cours du combat.
Pendant la suite de la guerre, Cadoudal prend part aux batailles livrées par la division de Bonchamps, la meilleure de l'armée vendéenne. Cadoudal reçoit le grade de capitaine de cavalerie et rencontre un aubergiste angevin de Château-Gontier, Pierre-Mathurin Mercier, avec qui il se lie d'amitié.
Mais finalement à la suite de l'arrivée de l'Armée de Mayence, les Républicains contre-attaquent et remportent le 16 octobre 1793 une victoire décisive lors de la deuxième bataille de Cholet. Maurice d'Elbée, le nouveau général en chef, est grièvement blessé et Charles de Bonchamps est tué au combat.

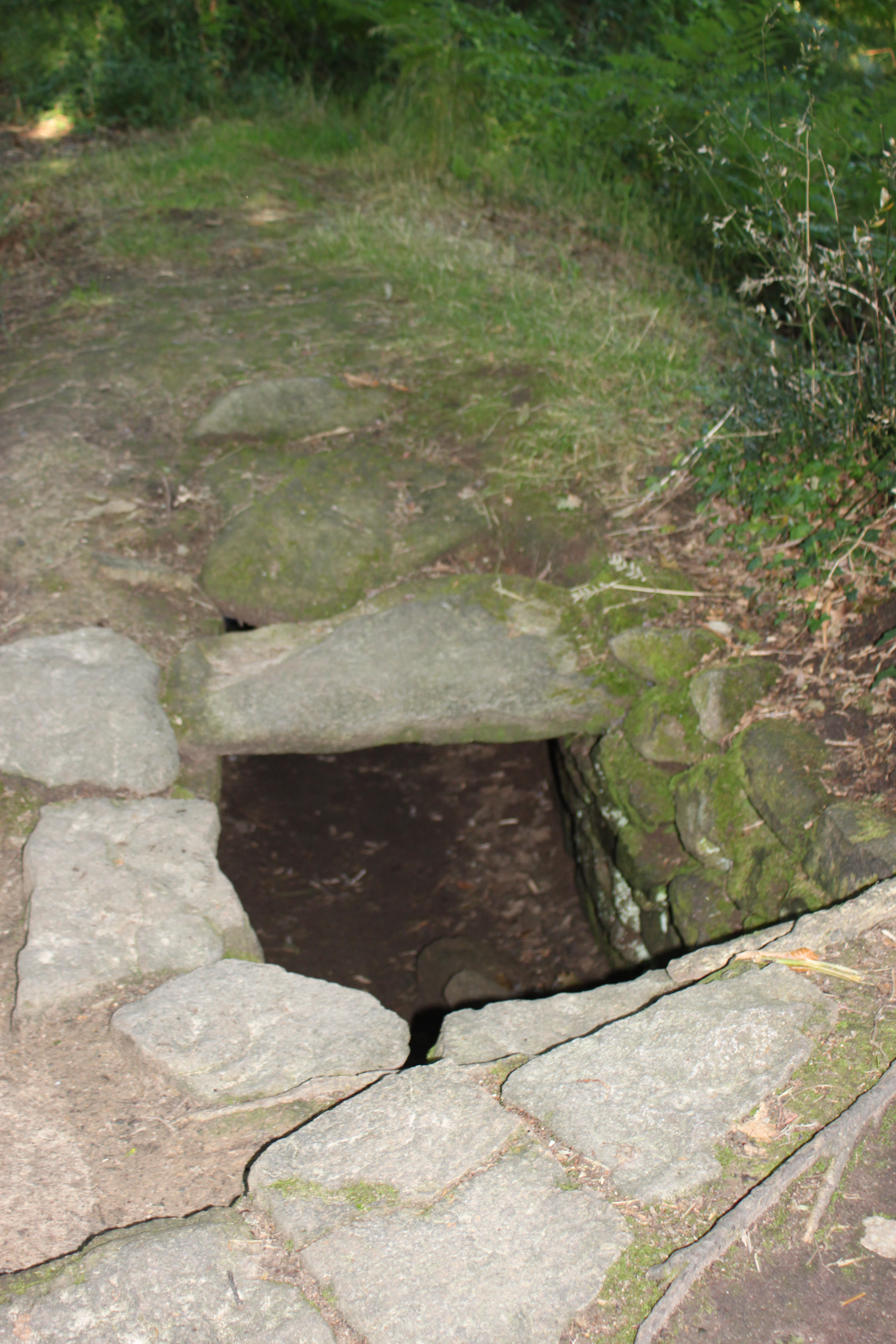
La cache de Cadoudal à la Forest (Locoal-Mendon).

Acculés sur la Loire, les Vendéens, désormais commandés par Henri de La Rochejaquelein, secondé par Jean-Nicolas Stofflet, n'ont d'autre choix que de traverser le fleuve au nombre de 20 000 à 30 000 soldats, accompagnés de dizaines de milliers de non-combattants, femmes et enfants. Leur dernier espoir est de soulever la Bretagne et le Maine et de prendre un port afin d'obtenir un débarquement de troupes britanniques et des régiments de l'Armée des émigrés. Le 22 octobre, après avoir pris Laval où ils reçoivent les renforts de milliers de Bretons et Mainiots, les Vendéens remportent une importante victoire à la bataille d'Entrammes, Château-Gontier est occupé par les forces royalistes, c'est sans doute à ce moment que Cadoudal rencontre sa future fiancée, Lucrèce Mercier, sœur de Pierre-Mathurin.
Après cette victoire, Georges Cadoudal repart dans le Morbihan recruter des renforts. Il rejoint les Vendéens au début du mois de novembre, à Fougères avec 150 hommes et sert sous les ordres de Stofflet. Cependant les Vendéens et les Chouans ne parviennent pas à prendre le port de Granville et sont refoulés. Malgré une victoire à la bataille de Dol, les royalistes, affaiblis par les maladies sont massacrés à la bataille du Mans. Après la disparition de Talmont et de Forestier, Cadoudal reçoit le commandement de la cavalerie vendéenne. Finalement, les derniers survivants commandés par Fleuriot sont encerclés à Savenay par l'armée républicaine. Lors de la bataille, Fleuriot prend la tête de la cavalerie où combattent Cadoudal et Mercier. Ceux-ci parviennent à percer les lignes républicaines avant d'être dispersés lors d'une contre-charge de cavalerie. Cette percée leur permet néanmoins de s'échapper, ce qui n'est pas le cas du gros de l'armée vendéenne qui est massacré à la bataille de Savenay.

## La Chouannerie

### Premiers combats

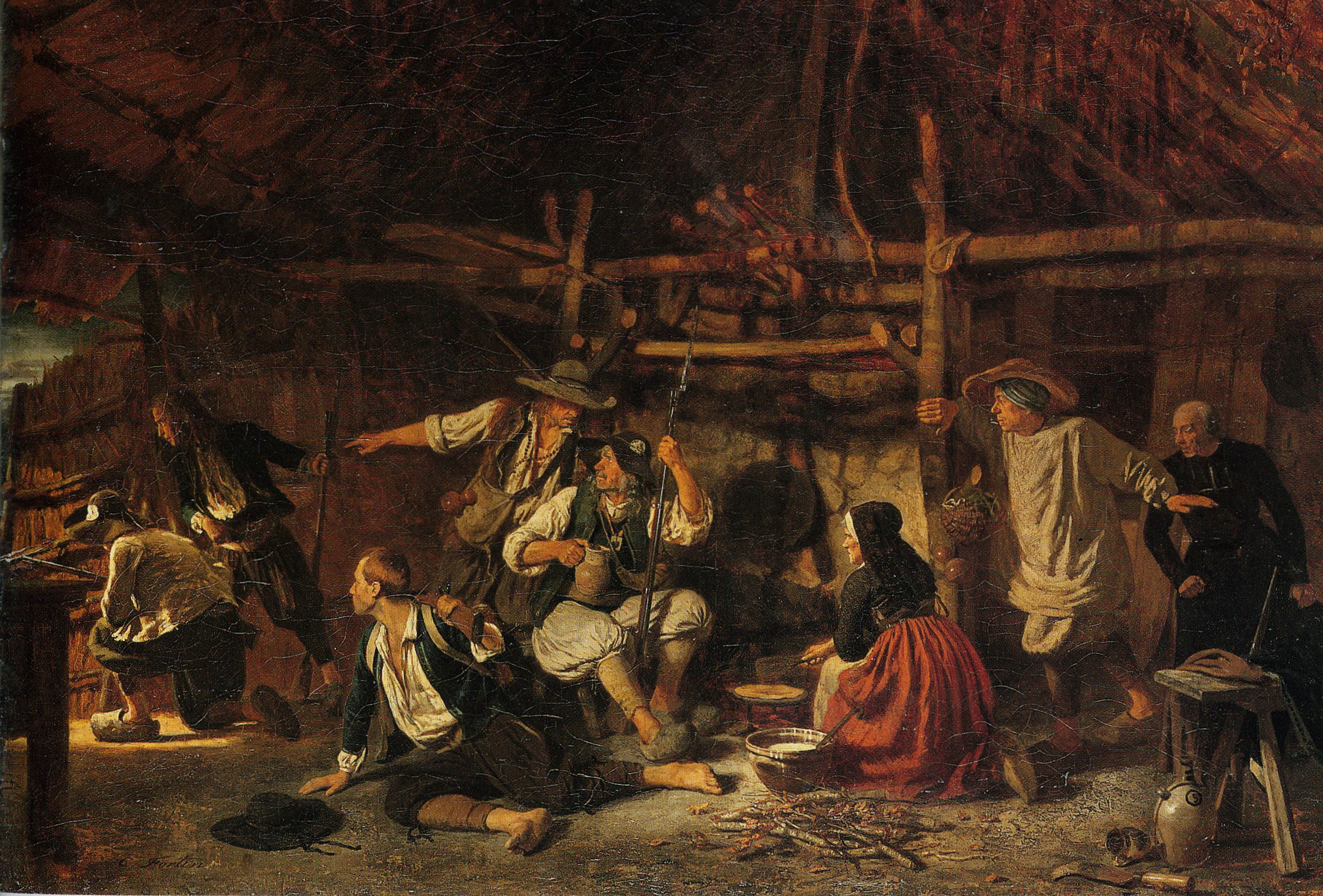
Chouans, huile sur toile de Charles Fortin, XIXe siècle.
Musée des Beaux-Arts de Lille.

Les forces vendéennes détruites, Cadoudal regagne le Pays vannetais et Kerléano le 6 janvier 1794, accompagné de Pierre-Mathurin Mercier et Julien Berthelot. Cependant après le passage des Vendéens, les troubles s'étendent au nord de la Loire et finissent par gagner le Morbihan. Le 15 mars, un soulèvement de 1 200 paysans est vaincu au combat de Mangolérian, rien n'indique toutefois que Cadoudal ait pris part à cette bataille.
Alors que la Vendée est ravagée par les Colonnes infernales, en Bretagne et dans le Maine, des bandes d'insurgés, qui prennent le nom de Chouans continuent de s'organiser, elles livrent des escarmouches contre les Républicains et se livrent à des assassinats de patriotes, visant particulièrement les administrateurs et fonctionnaires publics, les prêtres constitutionnels et les acquéreurs de biens nationaux. Dans le Morbihan, plusieurs chefs chouans commencent à livrer des escarmouches aux Républicains, les premiers sont Boulainvilliers, de Silz, Pierre Guillemot, Jean Jan, du Chélas, Casqueray, les frères du Bouays, Francheville et Turon. Cependant les Chouans tentent de s'organiser et un ancien général fédéraliste, Joseph de Puisaye, forme un Conseil royaliste de Bretagne où il reçoit l'adhésion de plusieurs chefs, d'abord en Ille-et-Vilaine et en Mayenne, puis dans les autres départements du nord de la Loire, il est reconnu général par les Morbihannais en mai 1794.

### Emprisonnement de Cadoudal

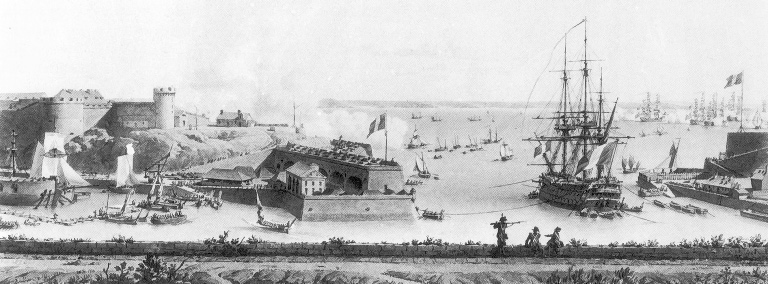
Château de Brest, dessin de Pierre Ozanne.

Mais la ferme de Kerléano, signalée comme un refuge de prêtres réfractaires et de déserteurs, est investie le 30 juin 1794 par une dizaine de soldats républicains à la suite de la dénonciation, semble-t-il d'un voisin, Pierre Le Moing. Des armes et des correspondances sont saisies, Cadoudal est arrêté de même que ses parents, son frère Julien, son oncle Denis, ainisi que Pierre-Mathurin Mercier et un certain Joachim Bouilly. Les prisonniers sont enfermés dans les cachots d'Auray sous motif de « projets contre-révolutionnaires ».
Le 25 juillet, le représentant Prieur de la Marne donne l'ordre de conduire les prisonniers sur Brest afin d'y être jugés. Ceux-ci quittent leurs cellules d'Auray le 7 août et sont enfermés le 16 août au château de Brest, alors nommé Fort-la-Loi. Au bout de quelques mois, la santé de l'oncle Denis, âgé de 68 ans et de la mère de Cadoudal, enceinte de 7 mois devient préoccupante, Cadoudal écrit à deux reprises une lettre au représentant Tréhouart, le 28 septembre et le 3 octobre demandant la libération de ses parents. Il y affirme que ceux-ci sont étrangers à tout acte contre-révolutionnaire et qu'il était seul au courant du dépôt d'armes et de munitions laissés, dit-il, par une connaissance de passage. Mais ces lettres demeurent sans réponse, Denis Cadoudal, envoyé à l'hôpital le 13 septembre, meurt trois jours plus tard. Marie-Jeanne, la mère de Georges, est transférée à l'hospice de Brest le 18 octobre, 3 jours plus tard elle donne naissance à un petit garçon prénommé Yves-Marie, l'enfant cependant meurt au bout de quelques heures. Marie-Jeanne Cadoudal meurt à son tour le 23 octobre.
Entre le 4 et le 20 octobre, Cadoudal, Mercier et un compagnon de cellule nommé D'Allègre de Saint-Tronc parviennent à s'évader grâce à la complicité d'un canonnier de marine nommé Broche qui leur fournit un plan et des uniformes de la marine.

### La division d'Auray

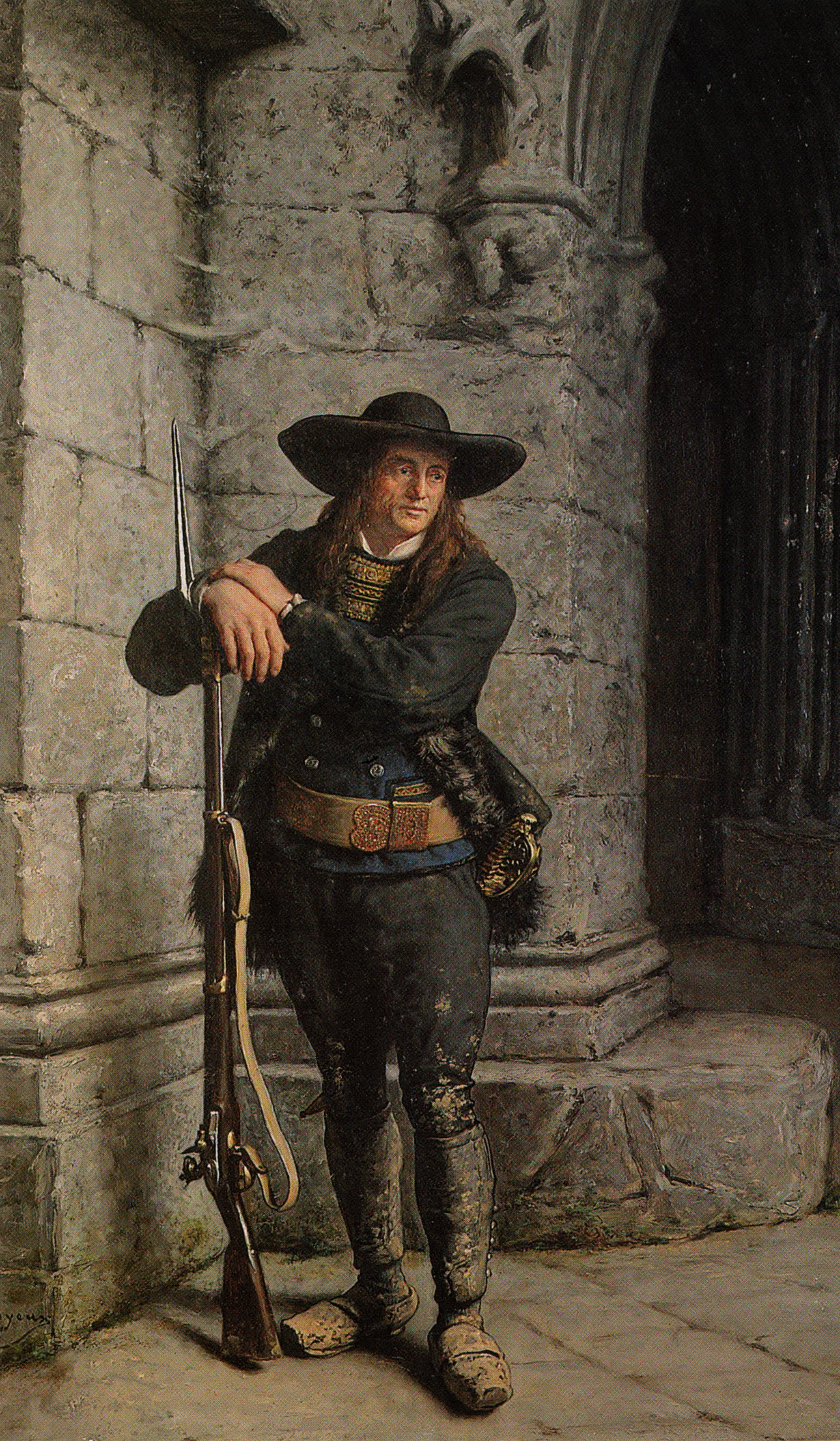
Breton en sentinelle devant une église, huile sur toile de Charles Loyeux, début XIXe siècle.
Musée d'art et d'histoire, Cholet.

Après son retour dans le pays d'Auray, Cadoudal sollicite une réunion des chefs morbihannais et de La Boudonnaie, général en chef du Morbihan qui vient de remplacer Joseph de Boulainvilliers de Croÿ, afin de compléter l'organisation de la division et d'en désigner un chef. De par ses origines roturières et sa participation à la guerre de Vendée, Cadoudal dispose du soutien des paysans. À l'issue de discussions, Cadoudal est proclamé colonel de la division d'Auray et d'Hennebont aux dépens de ses concurrents, Bonfils de Saint-Loup et Lantivy du Rest. Cadoudal prend personnellement le commandement de la division d'Auray qui comprend les cantons de Pluvigner, d'Auray, de Belz et de Quiberon. Il prend comme lieutenants Pierre-Mathurin Mercier, dit la Vendée à qui il confie le canton d'Hennebont et Bonfils de Saint-Loup qui dirige le canton de Lorient. Peu de temps après La Bourdonnaie démissionne et est remplacé par Sébastien de La Haye de Silz. En février 1795, le canton de Cadoudal dispose de 702 hommes, Mercier en dirige 487 et Bonfils de Saint-Loup 324.
Le 17 septembre, près de Ploemel, Cadoudal, seul avec un prêtre nommé Lomenech est surpris par une patrouille de 12 soldats républicains, Cadoudal parvient à s'enfuir mais le prêtre est capturé, les Républicains découvrent sur lui une lettre qui révèle un projet de débarquement dans les environs de Quiberon et de Carnac. Le lendemain, un détachement conduit le prêtre, ainsi que 2 femmes et 3 déserteurs à Lorient, mais l'escorte tombe dans une embuscade tendue par Cadoudal près de Landévant, les Républicains perdent deux hommes et prennent la fuite sans riposter laissant leurs six prisonniers qui sont délivrés. Néanmoins le courrier découvert sur Lomenech éveille l'attention des Républicains sur la possibilité d'un débarquement britannique.
En septembre Joseph de Puisaye s'embarque à Dinard pour l'Angleterre, dans le but d'être reconnu comme chef des Chouans par le comte d'Artois, frère du défunt Louis XVI et d'obtenir du Premier ministre britannique William Pitt un débarquement de troupes émigrées et britanniques sur les côtes bretonnes. Avant son départ, Puisaye charge Pierre Dezoteux de Cormatin d'assurer l'intérim.

### Les négociations de la Mabilais

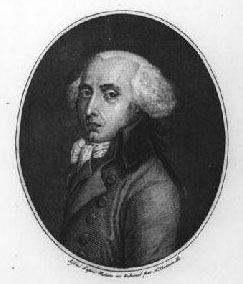
Pierre Dezoteux de Cormatin

Cependant le régime de la Terreur a pris fin et certains chefs chouans se montrent sensibles aux propositions de paix républicaines. En Vendée, le 23 décembre 1794, les Républicains prennent contact avec Charette afin d'ouvrir des négociations. En Bretagne, le 26 décembre, le général républicain Humbert rencontre le colonel chouan Boishardy, afin d'entamer les pourparlers. Le 3 janvier 1795, Cormatin conclut une trêve avec les Républicains et le 11 janvier, il rencontre à Rennes le général Lazare Hoche, commandant en chef de l'Armée des côtes de Brest. Cependant le conseil du Morbihan dirigé par de Silz n'approuve pas ces mesures, tout comme Cadoudal, et menace de faire scission avec le comité central présidé par Cormatin. De plus D'Allègre de Saint-Tronc est envoyé en Angleterre afin de dénoncer les agissements de Cormatin auprès du comte de Puisaye.
Finalement, le 31 mars 1795, les chefs chouans de Bretagne, du Maine, d'Anjou et de Normandie se réunissent au château de la Mabilais, près de Rennes, afin d'ouvrir les négociations. Cadoudal, de Silz, et les Morbihannais sont présents. Les représentants républicains proposent la liberté religieuse et l'amnistie contre la reconnaissance de la République. Un traité de paix est conclu le 20 avril, cependant seuls 22 des 121 chefs présents acceptent de signer, les autres, dont Cadoudal refusent. Le 27 avril les Morbihannais écrivent une lettre à Puisaye dans laquelle ils condamnent le traité. À Londres, Puisaye n'a nullement l'intention de reconnaître la paix, élevé au grade de lieutenant général par le comte d'Artois et William Pitt, il projette un débarquement des troupes britanniques et émigrées, mais hésite quant à l'endroit où accoster. Finalement, Boishardy, chef des Chouans des Côtes-du-Nord, ayant signé la paix, c'est le Morbihan qui est retenu. Informés, les chefs de ce département respectent néanmoins la paix afin d'endormir la méfiance des Républicains.

### Rupture de la paix

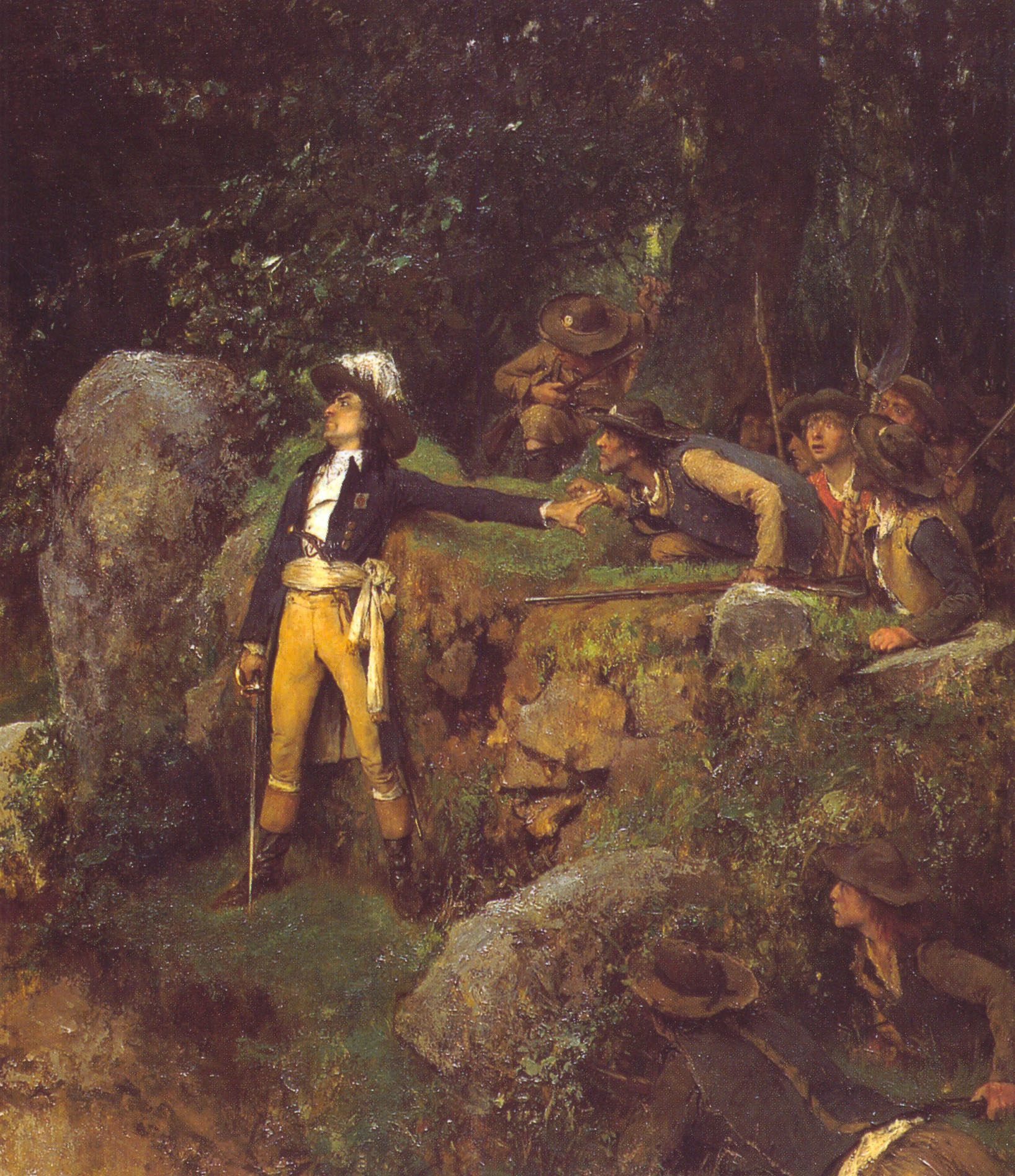
Embuscade de Chouans, huile sur toile d'Évariste Carpentier, XIXe siècle.

À la mi-mai 1795, D'Allègre de Saint-Tronc, regagne le Morbihan où il informe les chefs chouans de l'imminence du débarquement. Cependant Lazare Hoche n'est pas dupe et est persuadé que les Chouans jouent un double-jeu. Quant à Cormatin, il se sait lâché par Puisaye et tente de se justifier en déclarant n'avoir cherché qu'à gagner du temps Il écrit une lettre en ce sens au conseil du Morbihan, mais Ballé, son émissaire, est capturé le 23 mai par les Républicains. Les courriers saisis apportent la preuve aux yeux des Républicains du double-jeu des Chouans. Le 27 mai, les représentants Guermeur et Brue ordonnent l'arrestation des chefs chouans et l'attaque des camps rebelles à Grand-Champ, Pluvigner et Plaudren. Le 28 mai, à la tête de trois colonnes fortes de 500 hommes, l'adjudant-général Josnet attaque Grand-Champ occupé par 800 Chouans commandés par de Silz. Ce dernier est tué, ainsi que 12 de ses hommes, tandis que Cadoudal est légèrement blessé d'une balle à la cuisse. 20 Républicains tombent, mais les Chouans, pris par surprise, prennent la fuite tandis les Républicains s'emparent du château où ils délivrent 44 prisonniers. Josnet bat ensuite, le 30 mai, les 1 500 hommes de Pierre Guillemot et Jean Jan dans les bois de Saint-Bily. 3 000 hommes se réunissent alors au camp de Floranges, à Pluvigner, mais Cadoudal leur donne l'ordre de se disperser et ne garde avec lui que les 600 hommes de sa division. Le 5 juin, il est attaqué à son tour par les troupes de Josnet, mais cette fois les Chouans parviennent à repousser son attaque,.
De son côté, Cormatin est arrêté à Rennes le 26 mai et les Chouans qui occupaient le château de la Mabilais et de Cicé sont dispersés. Partout dans l'Ouest, les Républicains tentent de s'emparer des chefs chouans avec plus ou moins de succès. Les chefs de Haute-Bretagne et de l'Est, qui avaient traité de plus ou moins bonne foi en sont d'autant plus surpris qu'ils ignorent l'imminence du débarquement de Quiberon.

### L'expédition de Quiberon

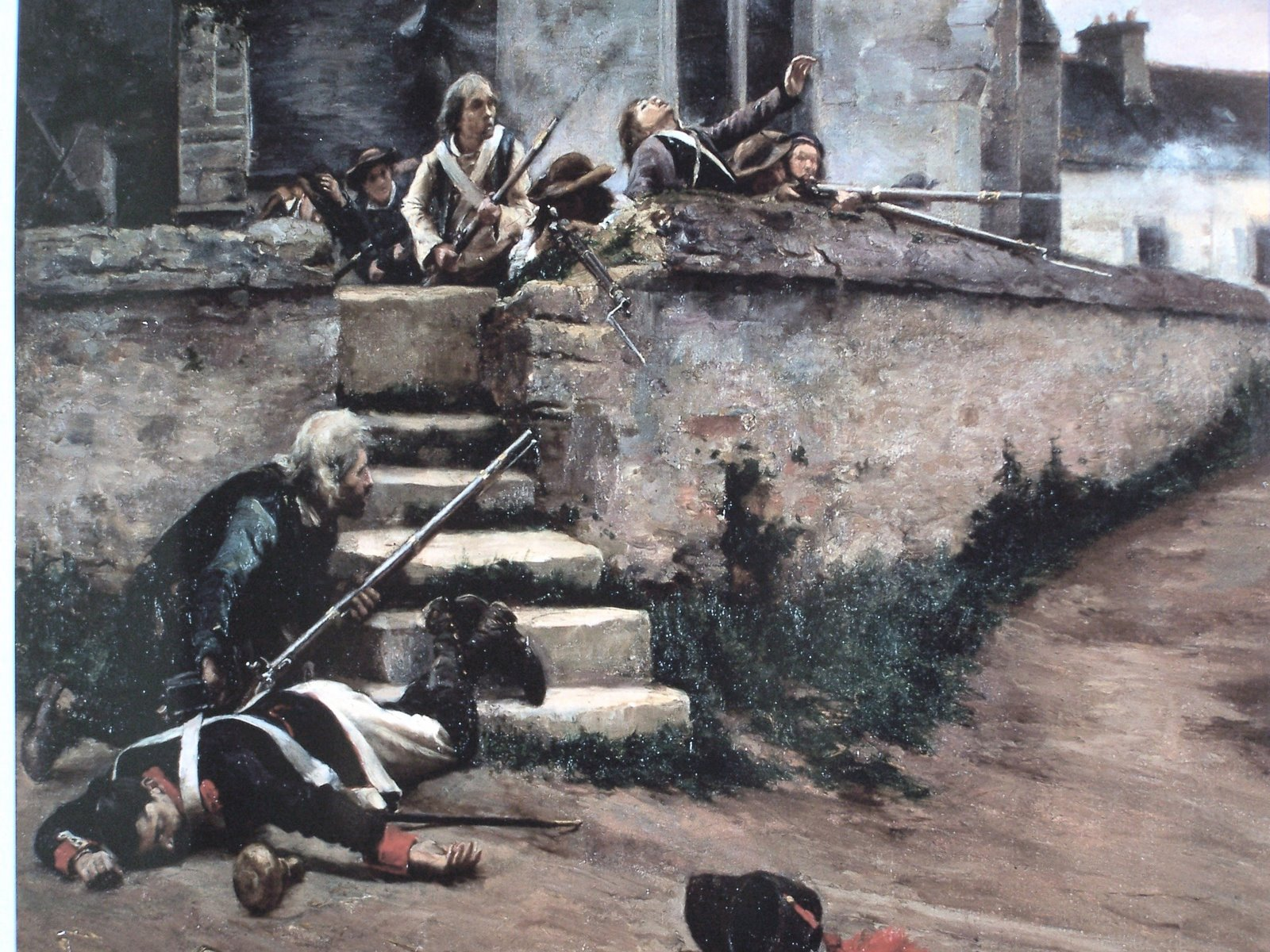
Épisode de la guerre des Chouans, huile sur toile de Jules Girardet, XIXe siècle.

Mis en fuite par les troupes républicaines, les Chouans ont besoin de poudre et de munitions. Du 14 au 19 juin, un groupe de 500 Chouans commandés par Lantivy du Rest réussit un raid sur les Pont-de-Buis où une énorme quantité de poudre est raflée. Le butin est ensuite partagé entre les différents chefs du Morbihan. Cadoudal fait ensuite surveiller les côtes entre Vannes et Lorient.
Enfin, le 23 juin, le premier navire britannique fait son apparition dans la baie de Quiberon et le 27 juin, une flotte de la Royal Navy fait débarquer 3 500 soldats émigrés commandés par Joseph de Puisaye et Louis Charles d'Hervilly sur les plages de Carnac. Des milliers de Chouans affluent dans les jours qui suivent, culbutant aisément les faibles troupes républicaines rencontrées, Carnac, Landévant et Auray, dont la garde nationale passe aux Chouans, tombent aux mains des Royalistes. Les troupes chouannes sont réorganisées, fortes de 17 000 hommes, elles sont divisées sous le commandement de trois maréchaux de camp (Tinténiac, Bois-Berthelot, Vauban) et six colonels (Jan, Rohu, Lantivy-Kerveno, D'Allègre de Saint-Tronc, Mercier, dit la Vendée et Cadoudal).
Le 28 mai, sous les ordres de Tinténiac, Cadoudal occupe Landévant avec 4 000 hommes. À Vannes, Hoche n'a que 2 000 hommes, néanmoins il tente une première reconnaissance. Le 29 juin, Josnet aborde Landévant avec 1 000 hommes, les Républicains sont repoussés après un court affrontement. Mais le 3 juillet, Hoche, qui a reçu des renforts, lance une nouvelle offensive avec 13 000 hommes. Un de ses généraux, Auguste Mermet, attaque Landévant. Cette fois Tinténiac est battu, malgré les renforts des troupes de Vauban, et doit se replier sur Mendon. Partout les Chouans reculent, le seul succès remporté par les Royalistes est à Quiberon où le fort Sans-Culotte, ou fort Penthièvre, attaqué par les émigrés et les Britanniques, capitule après deux jours de siège. Les Chouans ne renoncent pas, Tinténiac et Cadoudal reprennent Landévant mais ils en sont définitivement expulsés par les Républicains le 5 juillet. Les Chouans de Tinténiac laissent une centaine de morts lors de ces combats,,.
Mais le 6 juillet les Républicains reprennent l'offensive. Les Chouans sont gênés par des milliers de civils, de femmes et d'enfants et les affrontements se déroulent dans une grande confusion. C'est la débandade, d'autant que d'Hervilly refuse toujours de faire intervenir ses troupes, néanmoins Cadoudal et Rohu parviennent à tenir les chemins de Carnac et de Plouharnel sur Quiberon suffisamment longtemps pour permettre aux civils de se réfugier dans la presqu'île.

Le 7 juillet, le général Hoche peut écrire : 

« Mon cher ami, les anglo-émigrés-chouans sont, ainsi que des rats, enfermés dans Quiberon où l'armée les tient bloqués. J'ai l'espoir que dans quelques jours nous en seront quittes... »

### La marche de l'Armée rouge

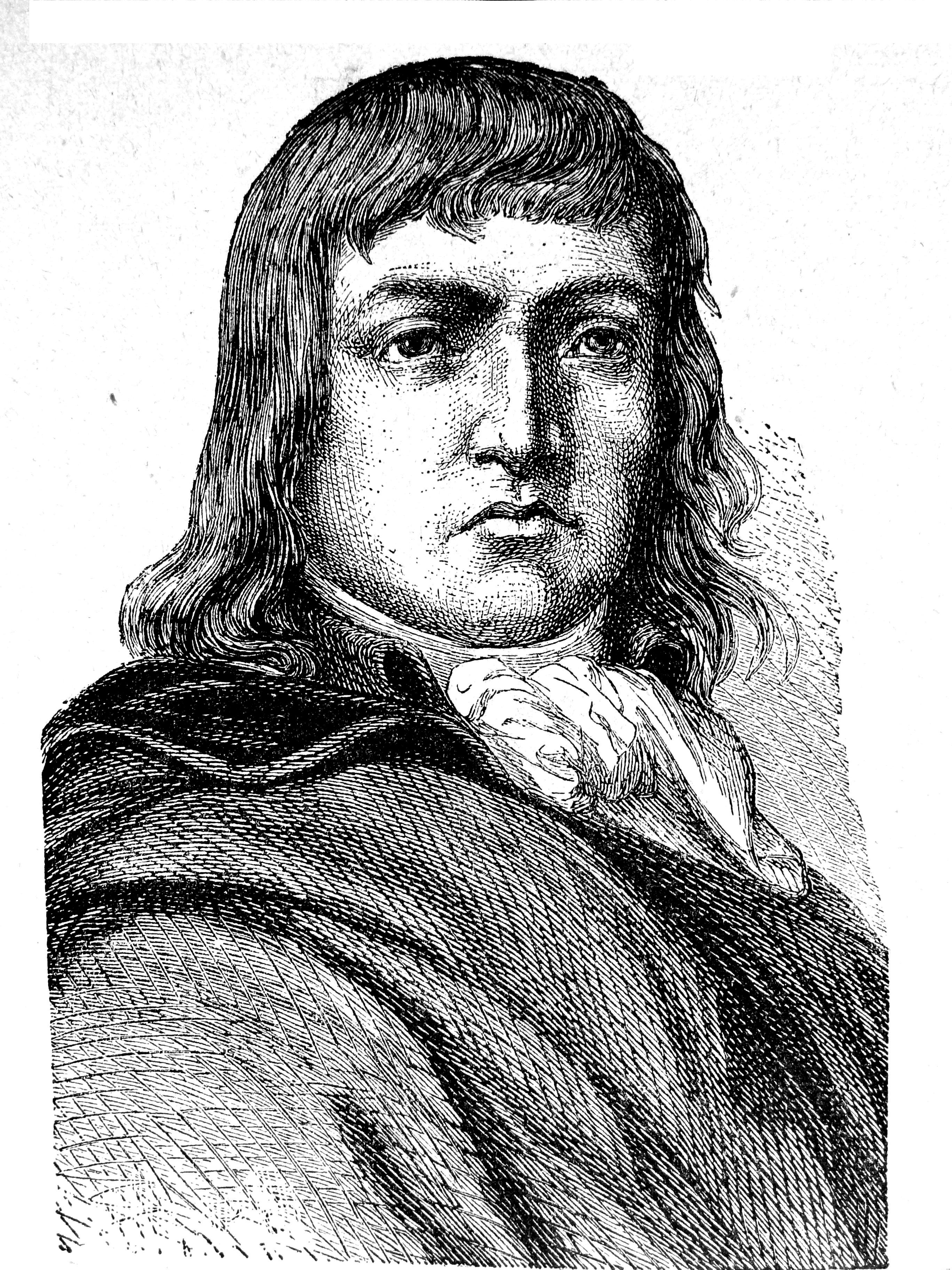
Vincent de Tinténiac.

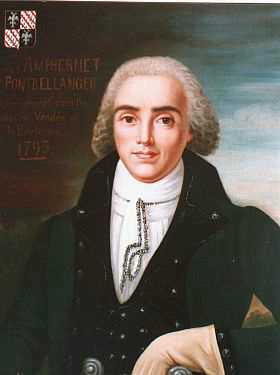
Antoine-Henry d'Amphernet de Pontbellanger.

À Quiberon, les royalistes tiennent conseil de guerre. Cadoudal soumet son plan : faire débarquer, par les navires britanniques, deux colonnes de Chouans pour prendre les Républicains à revers, tandis que les émigrés attaqueraient depuis la presqu'île. Le plan est approuvé et l'offensive est fixée pour le 16 juillet. Le 10 juillet, la première colonne, forte de 3 500 hommes, embarque au port d'Orande à Port Haliguen et est débarqué à Suscinio, en Sarzeau. La colonne est commandée par Tinténiac et secondé par Cadoudal, Rohu, D'Allègre et Mercier, les hommes qui la composent ont revêtu les uniformes britanniques (Cadoudal cependant n'en porte pas), et la colonne prend ainsi le surnom d’Armée rouge. Les Chouans sont en outre renforcés par une centaine de soldats émigrés du Loyal-Émigrant et quelques autres officiers émigrés. Tinténiac disperse ceux-ci dans chaque compagnie en tant qu'officier ou sergent instructeur.
Les Chouans traversent le pays de Bignan où ils sont renforcés par les troupes de Pierre Guillemot. Cependant ce dernier, blessé, ne peut se joindre à l'armée. Le 15 juillet, les Chouans attaquent Josselin défendu par plus de 300 soldats. Cependant les Chouans, dépourvus d'artillerie, parviennent à prendre la ville mais ne peuvent s'emparer du château. Lors de ce premier combat ils perdent 8 hommes tués contre 6 morts et 15 à 16 blessés pour les Républicains. Le 18 juillet, ils entrent au château de Coëtlogon, Tinténiac y reçoit des instructions de l'Agence royaliste de Paris lui ordonnant de se rendre au nord, à Châtelaudren, afin d'y accueillir un autre débarquement britannique. Mais dans la soirée un accrochage oppose les Chouans à un détachement républicain près du château, Tinténiac s'élance alors à la tête de ses hommes mais il est tué lors du combat. Les Royalistes doivent se désigner un nouveau général, les Chouans réclament Cadoudal, mais les officiers émigrés plus nombreux au conseil désignent l'un des leurs, Antoine-Henry d'Amphernet de Pontbellanger pour commander l'armée. Pontbellanger poursuit le plan de Tinténiac et se porte sur les Côtes-du-Nord. Cependant, si en chemin il reçoit d'un côté en renfort les troupes de Pierre Robinault de Saint-Régeant, de l'autre de nombreux Chouans désertent. Le 21 juillet, Pontbellanger s'empare aisément de Quintin défendu par seulement 150 soldats, puis atteint Châtelaudren deux jours plus tard. Mais aucune flotte britannique n'apparaît et les Chouans sont bientôt informés de la prise de Quiberon par les Républicains et de l'arrivée sur eux de Hoche avec toutes ses forces. Par la suite, Pontbellanger abandonne son armée et Cadoudal est proclamé général par ses hommes. Celui-ci donne l'ordre de rentrer dans le Morbihan. Pontbellanger est rattrapé par les Chouans qui le condamnent à mort, Cadoudal le laisse cependant s'enfuir. Dans les jours qui suivent Cadoudal parvient à éviter toutes les colonnes républicaines et à rentrer dans le Morbihan sans perte d'un seul homme où il donne l'ordre à ses soldats de regagner leurs foyers.

### La prise de Quiberon

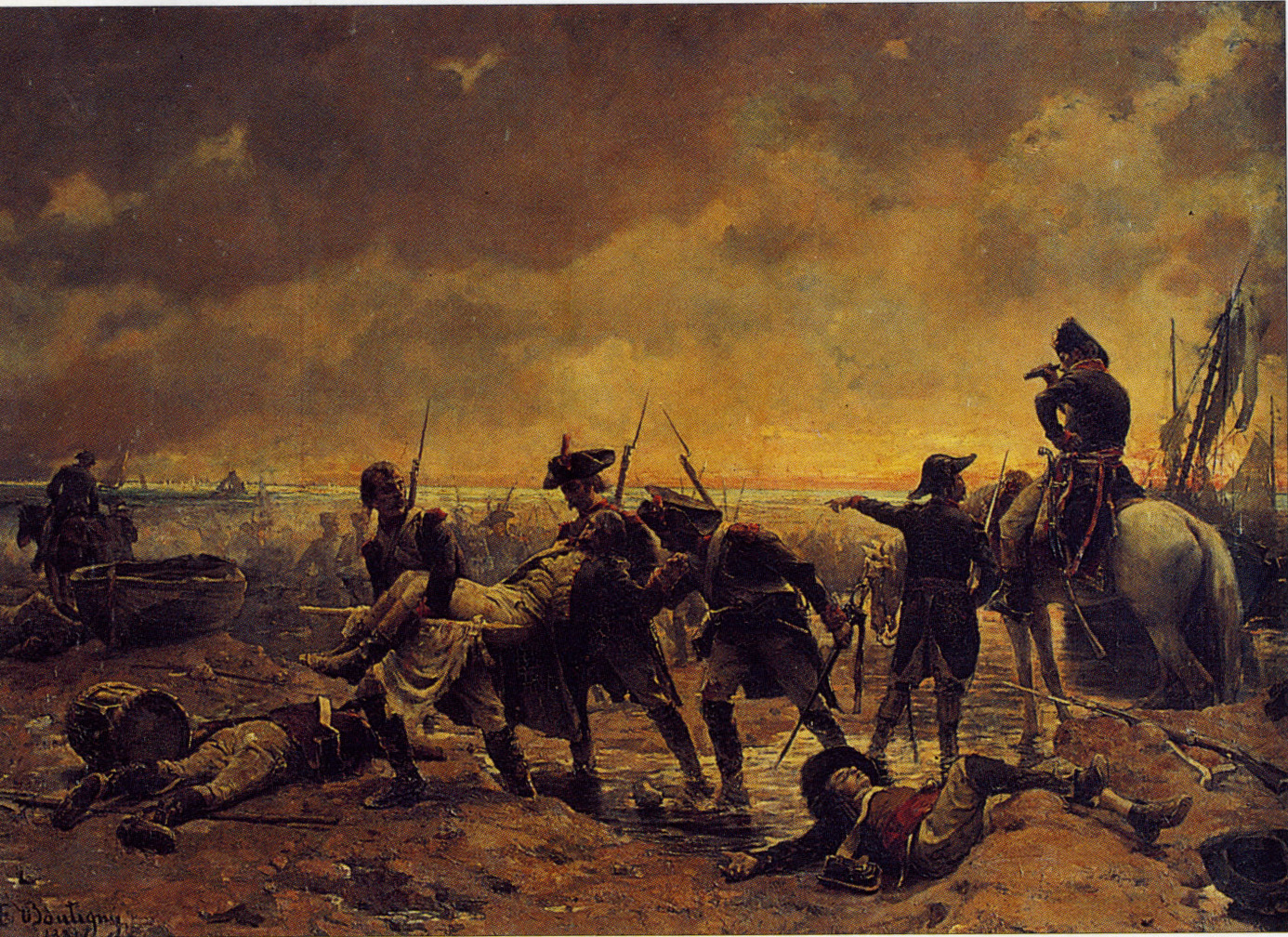
Un épisode de l'affaire de Quiberon, huile sur toile de Paul-Emile Boutigny, XIXe siècle.

Les Chouans apprennent ensuite la déroute des émigrés à Quiberon. La deuxième colonne forte 2 500 hommes commandés par Jean Jan est rapidement battue et dispersée le 16 juillet à la bataille de Pont-Aven par les généraux Rey et Meunier. Aussi le même jour, ignorant l'échec des deux colonnes chouannes, les émigrés et les quelques Chouans encore présents s'élancent seuls à l'assaut des retranchements républicains lors de la bataille de Plouharnel. Les Royalistes sont taillés en pièces par la canonnade et perdent 300 hommes, dont le comte d'Hervilly, mortellement blessé. Le 21 juillet, Hoche lance l'attaque sur Quiberon, le fort Penthièvre est pris par surprise et les émigrés sont balayés malgré les renforts de 1 500 hommes sous les ordres de Charles de Sombreuil. Puisaye prend la fuite durant la bataille et s'embarque sur un navire britannique. Finalement, Sombreuil capitule à Port Haliguen avec ses derniers soldats. 250 royalistes périssent durant la bataille et 6 332 sont faits prisonniers. Les rescapés dont Puisaye sont débarqués sur l'île d'Houat. Parmi les prisonniers, 748, dont Sombreuil, sont fusillés à Auray, Vannes et Quiberon entre le 1er et le 25 août 1795.

### Cadoudal, général du Morbihan

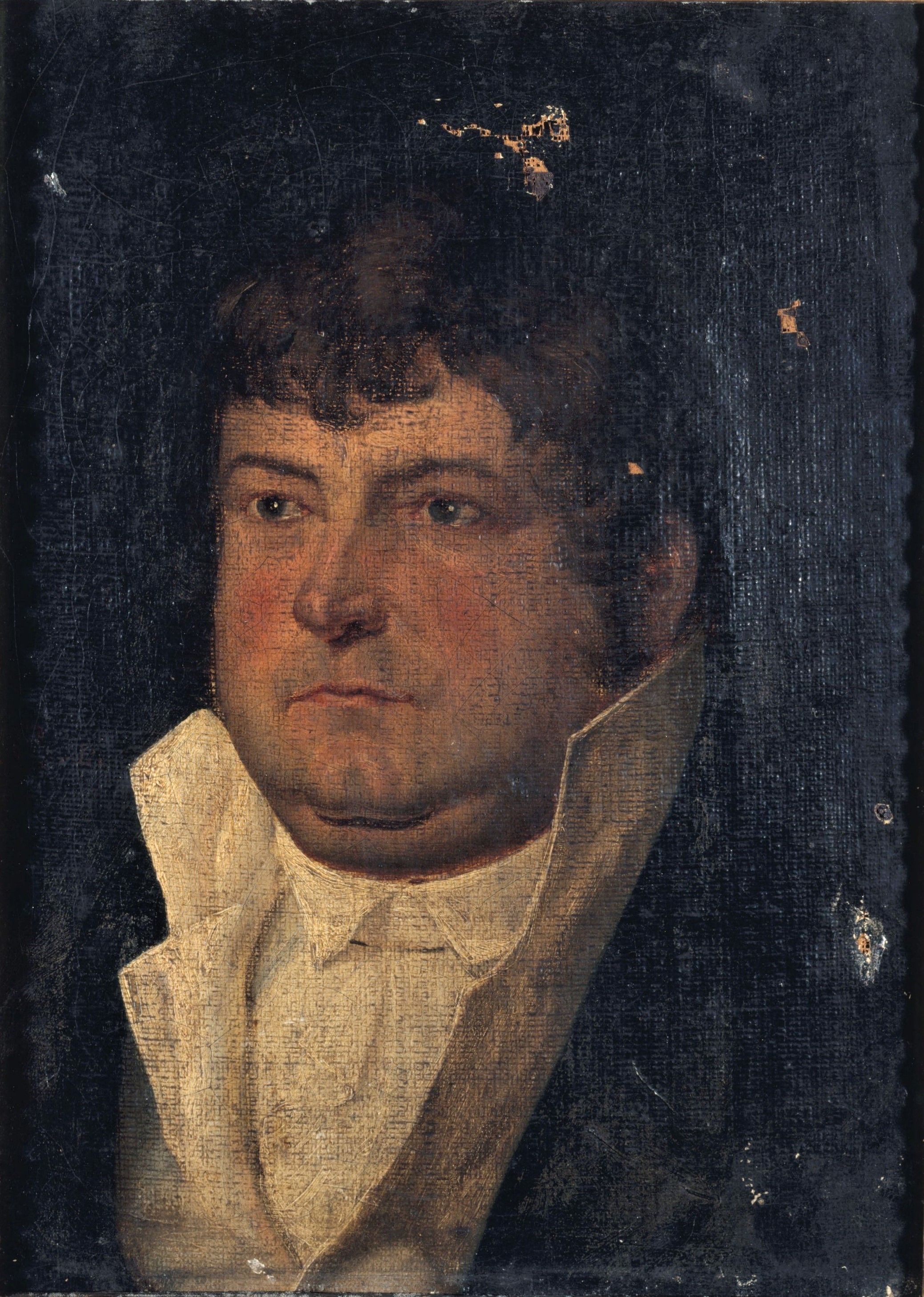
Georges Cadoudal, peinture de Louis Léopold Boilly, XIXe siècle, Musée Carnavalet.

Après le désastre de l'expédition de Quiberon, Cadoudal prend une nouvelle dimension. Il condamne l'attitude des émigrés, dans une lettre à Vauban, le 7 septembre qu'il qualifie de « monstres qui auraient dû être engloutis par la mer avant d'arriver à Quiberon ». Le 16 août 1795, au château de la Grand'ville à Grand-Champ, Cadoudal est élu général de l'Armée catholique et royale du Morbihan, lors de la réunion du Conseil royaliste. Aussitôt, Cadoudal réorganise les forces du Morbihan, celles-ci sont réparties en 12 divisions de valeur cependant inégales. Jean Rohu pour la division d'Auray, Pierre Guillemot pour la division de Bignan et Locminé, la plus importante, Brulon, la division de Vannes Jean Jan, la division de Baud, Melrand et Guémené-sur-Scorff, Pierre Robinault de Saint-Régeant, la division de Loudéac, du Chélas, la division de Gourin et du Faouët, Bonfils de Saint-Loup, la division d'Hennebont, Louis de La Haye de Silz, la division de Muzillac, Lantivy du Rest, la division de Pontivy César du Bouays, la division de Ploërmel et Malestroit et de Troussier, la division de La Trinité-Porhoët. Un autre officier, Le Paige de Bar tente d'étendre la Chouannerie à la Cornouaille. Cadoudal commande personnellement la division d'Auray, Pierre-Mathurin Mercier, dit la Vendée est commandant en second de l'armée, Julien Berthelot commande la cavalerie et de Trécesson dirige l'artillerie.
L'Armée catholique et royale du Morbihan compte alors 18 000 à 20 000 hommes. Le 31 août, Cadoudal lance une proclamation dans laquelle il engage les habitants du Morbihan à ne pas payer leurs impôts à la République. Il déclare que les collecteurs d'impôts seront punis de morts et que les paysans qui payeront leurs impôts devront fournir la même somme aux Chouans.
Les Britanniques et les émigrés ne renoncent pas à leur projet d'invasion. Le 2 octobre, une flotte britannique transportant 5 580 soldats commandés par le comte d'Artois s'empare de l'Île d'Yeu. Leur intention est de débarquer cette fois-ci en Vendée et faire leur jonction avec les troupes de Charette. Mais le prince à des difficultés à entrer en contact avec lui, tergiverse et reste finalement inactif. Cadoudal envoie alors Mercier sur l'île d'Yeu afin de le convaincre de débarquer en Bretagne plutôt qu'en Vendée.
Le 22 octobre, Cadoudal ordonne la reprise générale des combats. Il donne pour consigne à ses officiers d'attaquer tous les détachements de moins de 50 hommes, de former une cavalerie, de surveiller les routes et d'intercepter les courriers des Républicains, et de punir les soldats isolés qui se livrent au pillage. Le 4 novembre, après une attaque infructueuse la veille au pont de Bodvrel, en Sérent, Cadoudal, avec 400 hommes attaque Elven défendu par un poste de 150 soldats. La surprise échoue, les Républicains se retranchent dans l'église et dans la caserne et les Chouans doivent renoncer. Ils perdent 11 hommes, les Républicains déplorent 13 morts et 28 blessés. Un émigré, de Cordehem, écrit dans une lettre après le combat :

« Cette affaire fut la dernière dans laquelle je vis le général Georges ; elle me donna une bien haute idée de sa valeur, car il se tint constamment au milieu de nous, et comme il était le seul à cheval, et très facile à reconnaître, il était le point de mire des Républicains, et il est inconcevable qu'il n'ait pas péri dans cette journée. »

Sur le chemin du retour Cadoudal échappe de peu à une embuscade au château de Grand'ville à Brandivy, mais les Chouans prennent leur revanche au moulin de Toulnay à Grand-Champ.

### Rivalité avec Puisaye

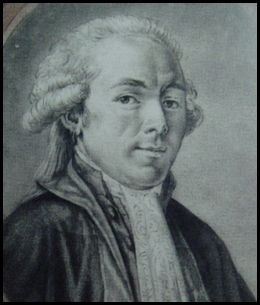
Joseph de Puisaye.

Le 8 septembre 1795, Puisaye quitte l'île d'Houat et débarque sur la presqu'île de Rhuys ; de là, il gagne le quartier général de Grand'ville. Mais il est accueilli froidement, sa fuite à la bataille de Quiberon est connue par une lettre de Charles de Sombreuil écrite peu avant sa mort dans laquelle il le qualifie de lâche et fourbe. Mercier met Puisaye aux arrêts et les chefs morbihannais décident de le faire passer en conseil de guerre. Mais ce dernier proteste et fait savoir qu'il est toujours considéré comme lieutenant-général de l'Armée catholique et royale de Bretagne par le comte d'Artois. Mercier cède et accepte de le conduire à Cadoudal. Au cours de la discussion qui s'ensuit, Puisaye parvient à se justifier et est relâché. Néanmoins il comprend qu'il n'a plus aucune autorité dans le Morbihan. Aussitôt, il passe en Haute-Bretagne afin d’asseoir à nouveau son pouvoir
Cadoudal et Puisaye semblent un temps se réconcilier, le 16 août, Cadoudal lui avait écrit afin de l'engager à venir reprendre le commandement des Chouans, mais la lettre de Sombreuil était arrivée depuis. Puisaye, de son côté, ne se remet pas de son humiliation et en gardera rancœur contre Cadoudal.

Le 6 janvier 1796, Cadoudal écrit au comte d'Artois 

« M. de Puisaye a perdu absolument notre confiance. Il est impossible qu'il paraisse désormais à la tête de notre armée, qui l'a en horreur. Je vous prie de lui ôter finalement tous les pouvoirs car les lui laisser, ce serait perdre le parti. »

En réalité, Puisaye garde un semblant de pouvoir grâce au soutien de Pitt et des Britanniques. Le comte d'Artois n'a aucune confiance en lui comme il le déclare à Vauban en novembre 1795 : 

« Mon cher comte, quand tu me parles de M. de Puisaye, tu me présentes la tête de Robespierre ; je ne puis avoir aucune espèce de confiance dans cet homme-là, et je t'avoue que quand je t'ai dit de retourner en Bretagne, j'ai cru que tu m'en déferais. »

### Tentatives de débarquements d'armes

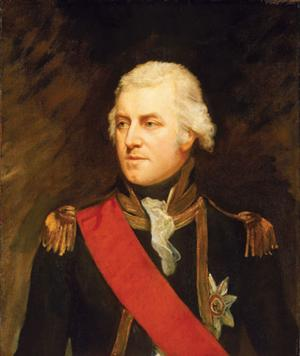
Sir John Borlase Warren
Peinture de Mark Oates, 1798.

Les Chouans manquent d'armes, seuls 6 000 à 7 000 hommes sur 18 000 à 20 000 sont armés de fusils. Afin de faire débarquer des armes et des munitions sur la côte, Cadoudal envoie donc des émissaires auprès du commodore britannique John Borlase Warren, dont la flotte mouille toujours dans la baie de Quiberon.
Le 7 novembre, Warren donne pour instruction au capitaine Ellison de faire débarquer des munitions et des armes à Kervoyal, en Damgan. Au total ce sont 40 000 cartouches, 40 000 balles, 40 000 pierres à feu, 500 fusils, 6 caisses de fusils en supplément, 300 barils de poudre, 2 pièces de canons, un obusier et 8 pierriers qui doivent être remis aux Royalistes. Le 9 novembre, les Chouans se portent sur la côte mais les Britanniques ne sont pas présents, un nouveau débarquement est planifié. Le 12 novembre, Ellison parvient à faire débarquer Mercier la Vendée qui rejoint Cadoudal.
Le 23 novembre, Cadoudal rassemble les divisions d'Auray, Vannes, Bignan et Rochefort, soit 10 000 hommes puis s'empare de Sarzeau. Mais le débarquement doit à nouveau être reporté à cause du mauvais temps. Une nouvelle tentative a lieu le 10 décembre, à Ruogat, elle est encore repoussée à cause d'un vent violent.
Le 8 janvier, Cadoudal avec 6 000 hommes se porte du côté de Muzillac, mais encore une fois le froid et le mauvais temps provoquent l'échec du débarquement. Un combat est engagé avec une troupe de 300 grenadiers républicains qui se replient, laissant une vingtaine de tués.
Des Républicains de Brest lancent alors une expédition sur le Morbihan. Formant une compagnie d'environ 120 hommes et ayant parmi eux, selon Rohu, « un nègre, qui disait-on, mangeait les petits enfants tout crus », les Brestois livrent au pillage les bourgs qu'ils traversent. Cadoudal se porte alors à leur rencontre avec la compagnie de Pluneret et les écrase à Guéhenno, les prisonniers sont fusillés en représailles de leurs pillages. Les Chouans prennent ensuite la route de Ploërmel, battent 200 Bleus près d'Elven ; mais ils sont à leur tour repoussés par la contre-attaque d'un régiment. Cette défaite est cependant sans conséquence grave car de nombreux Bretons composant ce régiment désertent par la suite pour se joindre aux Chouans.
Enfin, dans les premiers jours d'avril, une flotte britannique protégée par cinq frégates parvient à livrer armes et munitions aux Chouans à l'anse dit Porh-el-Linenneu, près de Kerouriec, en Erdeven. Les Républicains sortis de Sainte-Barbe et de Carnac sont repoussés et les voitures filent à l'intérieur des terres.

### Capitulation de Cadoudal

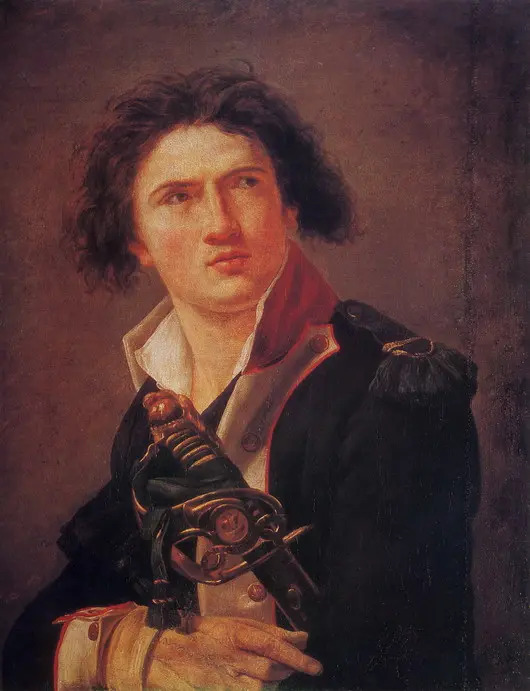
Lazare Hoche
huile sur toile de Jacques-Louis David, vers 1793.
Musée d'Arts, Bogdan et Varvara Khanenko, Kiev.

Le 30 mars 1796, Georges Cadoudal apprend de Puisaye sa nomination par Louis XVIII au grade de maréchal de camp. Les deux généraux tentent à cette même période de mettre leurs différends de côté de se réconcilier d'autant que les Républicains passent à l'offensive. Les Vendéens ont été vaincus, les généraux Charette et Stofflet fusillés ; Lazare Hoche, général en chef de l'Armée des côtes de l'Océan peut donc tourner toutes ses forces contre les Chouans.
Le 7 avril, Hoche lance une proclamation engageant les Chouans à mettre bas les armes. D'un côté, le Morbihan est parcouru par des colonnes mobiles qui attaquent les repaires des Chouans, les effectifs des postes sont augmentés, les côtes surveillées, les communes où des patriotes sont assassinés soumises à de lourdes amendes, les récoltes et les bestiaux des fermes où les hommes sont absents, et donc présumés chouans, saisis. D'un autre côté, Hoche promet la liberté religieuse, la remise des taxes arriérées et le travail des champs compté comme temps de service à l'armée.
Débordé de tous côtés, Cadoudal entame des négociations le 19 avril avec le général Pierre Quantin, mais il réclame de William Windham des secours immédiats. Le 31 mai, il apprend la capitulation de Scépeaux, général de l'Armée catholique et royale du Maine, d'Anjou et de la Haute-Bretagne, et se résout à traiter avec Hoche. Cadoudal signe la paix à Vannes le 19 juin avec le général Quantin. Frotté pour la Normandie et Boisguy pour l'Ille-et-Vilaine suivent peu après tandis que Puisaye gagne l'Angleterre.
Selon les dispositions du traité, les Émigrés doivent quitter la France, les Chouans doivent remettre leurs armes, les déserteurs républicains passés aux Chouans sont réincorporés dans l'armée républicaine ; en échange les Chouans sont amnistiés, les réfractaires qui remettent leurs armes sont exemptés de conscription et la liberté religieuse est assurée.
Cadoudal et ses officiers déclarent :

« Nous Jurons que nous détestons la Royauté et tous ses Signes caractéristiques et nous promettons de ne Jamais porter et de ne jamais souffrir quiconque oseroit se présenter devant nous revetus de ces marques infames de la tirannie que nous avons être l'attribut de l'Esclavage et de l'Orgueil. »

## Une paix précaire

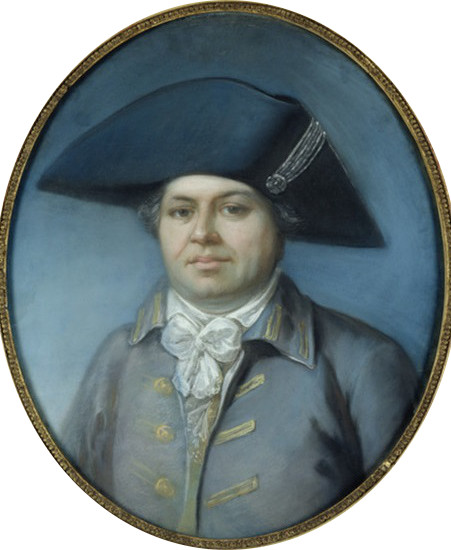
Georges Cadoudal, peinture de Joseph Ducreux, vers 1800.
Musée des beaux-arts d'Orléans.

Les Chouans et les Vendéens ont été vaincus, seule la Grande-Bretagne est encore en guerre contre la République. Les Royalistes, sous l'impulsion de l'Agence royaliste de Paris, changent de stratégie et décident de tenter la conquête du pouvoir par les élections. À Paris, l'abbé André-Charles Brotier, chef de l'Agence essaye de rallier les députés républicains à l'idée d'une monarchie constitutionnelle, mais Louis XVIII refuse l'idée d'une nouvelle constitution et d'une amnistie des députés « régicides ».
Cadoudal, de son côté, quitte son logis de Vannes où il était assigné à résidence et s'enfuit sur l'île de Locoal. Le 16 mars 1797, dans une lettre à Puisaye, il dénonce les agissements de l'agence qui par hostilité à la voie militaire et aux Britanniques, ont provoqué la défaite des Royalistes lors de l'expédition de Quiberon :

« Désabusez notre malheureux prince, et que cette clique d'intrigants qui abusent de sa confiance soit enfin disgraciée. Si, par malheur, on persistait à leur conserver les pouvoirs dont ils sont si peu dignes, le parti se détruirait par des intrigues et par des cabales. »

Lors des élections françaises de 1797, Cadoudal fait campagne pour le candidat royaliste La Caillère qui est élu à l'issue du scrutin. Dans toute la France, ces élections voient la victoire des Royalistes qui se retrouvent majoritaires au Conseil des Cinq-Cents et au Conseil des Anciens. Dès lors ceux-ci votent la suppression du serment de fidélité à la République des prêtres ce qui provoque la rentrée d'exil de nombre d'entre eux, d'autres mesures en faveur des Chouans et des Émigrés sont projetées. Ces mesures provoquent l'hostilité des Républicains et ces tensions font craindre à Cadoudal une nouvelle guerre civile, aussi s'emploie-t-il à relever son armée et à réclamer de nouveau des secours auprès du ministre William Windham.
Le 1er septembre, le Directoire est informé d'un complot royaliste visant à assassiner Reubell et Barras. Trois des cinq directeurs (La Révellière-Lépeaux, Reubell et Barras) tentent alors un coup d'État soutenu par l'armée commandée par le général Augereau. Les élections sont annulées, plusieurs députés royalistes sont déportés en Guyane, les lois contre les Émigrés et les prêtres réfractaires sont rétablies et Jean-Marie Sotin de La Coindière, le nouveau ministre de la Police donne l'ordre d'anéantir la contre-révolution en Bretagne où des combats reprennent.

## La troisième chouannerie

### Démarches auprès du comte d'Artois

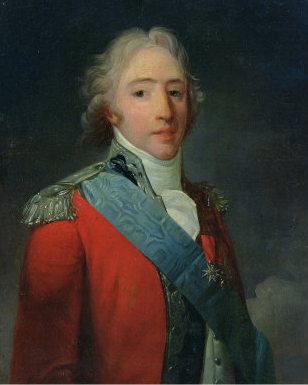
Le comte d'Artois.

En Angleterre, Joseph de Puisaye présente sa démission à la suite du nouveau refus du comte d'Artois de partir combattre en Bretagne. Il est remplacé par René Augustin de Chalus.
Excédés les chefs chouans lancent un ultimatum au comte d'Artois le 25 mars 1798, l'engageant à venir se mettre à leur tête, faute de quoi ils présenteront leur démission. Georges Cadoudal est choisi pour présenter cette revendication, en avril, il s'embarque pour l'Angleterre. À Londres, il est reçu par le comte d'Artois qui lui promet sa venue prochaine en Bretagne et nomme Jean de Béhague de Villeneuve à la tête de l'Armée catholique et royale de Bretagne.
Cadoudal regagne la Bretagne en août, mais la situation des Chouans est très délicate. Les colonnes mobiles et les Faux chouans font des ravages dans leurs rangs, des officiers importants, Bonfils de Saint-Loup, André Guillemot, dit « sans pouce » et Jean Jan sont tués. Un chouan fait prisonnier, Lamour de Lanjégu livre aux Républicains l'organisation de l'Armée chouanne du Morbihan, ce qui ne l'empêche pas d'être fusillé. De plus le Directoire provoque un fort mécontentement en encourageant la chasse aux prêtres réfractaires, en supprimant l'exemption de conscription pour les Bretons et en instaurant la Loi des otages.
Cadoudal réunit ses officiers dans son repaire le plus sûr, à la « maison du Roc », en Bignan. Apprenant que le général en chef Béhague n'est apparu que brièvement en Ille-et-Vilaine avant de repartir pour l'Angleterre, Cadoudal envoie Mercier à Londres afin d'obtenir l'autorisation et les moyens de reprendre les hostilités. Mais le 6 novembre d'Artois donne à nouveau à Mercier comme instruction de patienter encore. L'Empire russe, l'Autriche et le royaume de Naples ont rejoint la Grande-Bretagne et formés une deuxième Coalition dont l'offensive est prochaine.

### La réunion de La Jonchère
Le 20 août 1799, le comte d'Artois transmet à Mercier l'ordre de se préparer à la guerre. Le commandement des armées royalistes de l'Ouest est réorganisé, Georges Cadoudal reçoit le commandement de l'« Armée catholique et royale de Basse-Bretagne », soit le Morbihan, le Finistère et les Côtes-du-Nord, Charles Thierry de La Prévalaye dirige l'Armée de Rennes et de Fougères (Ille-et-Vilaine), Pierre Louis Godet de Châtillon, l'Armée du Bas-Anjou et de Haute-Bretagne (Maine-et-Loire et Loire-Atlantique, nord de la Loire), Louis de Bourmont commande l'Armée du Maine (Mayenne et Sarthe) et Louis de Frotté l'Armée de Normandie. Pour les Vendéens, Pierre Constant de Suzannet dirige l'Armée du Bas-Poitou et du Pays de Retz (Ouest Vendée et Sud Loire-Atlantique), Charles Sapinaud de La Rairie l'Armée du Centre (Est Vendée) et Charles d'Autichamp l'Armée d'Anjou et du Haut-Poitou (Sud Maine-et-Loire, Nord Deux-Sèvres).
Dans le Morbihan, Cadoudal transforme ses douze divisions en huit légions, chacune sous les ordres d'un colonel, ces chefs sont Pierre Guillemot, Jean Rohu, Pierre-Mathurin Mercier la Vendée, Louis de Sol de Grisolles, Pierre Robinault de Saint-Régent, César du Bouays, Achille Biget et Jean François Edme Le Paige de Bar.
Le 15 septembre, les généraux des armées chouannes et vendéennes se réunissent au château de La Jonchère, près de Pouancé. Tous les généraux ne sont cependant pas d'avis de reprendre la guerre, Charles d'Autichamps présente une lettre de Louis XVIII demandant de ne pas reprendre le combat avant d'en avoir donné lui-même l'ordre, mais Cadoudal rallie la majorité en sa faveur, « la guerre ! la guerre ! » tonne-t-il. Pour la première fois tous les chefs royalistes de l'Ouest s'entendent pour agir de concert. La date du soulèvement général est prévue pour le 15 octobre 1799.

### Le soulèvement

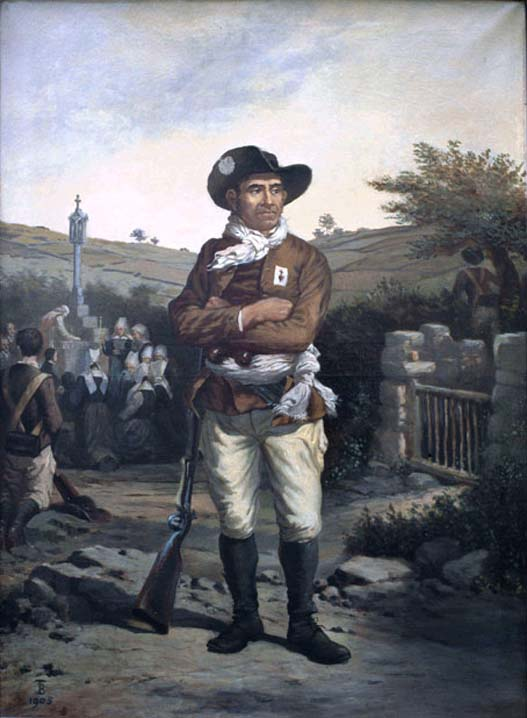
Pierre Guillemot.

La troisième chouannerie commence par des succès fulgurants pour les Chouans, le 15 octobre 1799 Bourmont s'empare du Mans. Cinq jours plus tard, Châtillon réussit un raid sur Nantes, qui a un grand retentissement, de même que Mercier à Saint-Brieuc le 26 octobre, les Chouans y délivrent un grand nombre de leurs retenus prisonniers et brûlent des papiers de l'administration. D'autres petites villes sont prises, dans le Morbihan, Sol de Grisolles prend La Roche-Bernard le 26 octobre puis Redon le 10 novembre. Pierre Guillemot s'empare de Locminé le 29 octobre.
De son côté, Cadoudal rassemble la division d'Auray, et secondé de Rohu et Gambert, tente une attaque sur Vannes le 26 octobre. Mais la surprise échoue et il préfère se replier, l'affrontement est peu meurtrier, les Républicains n'ont aucune perte et seuls trois ou quatre Chouans restent sur le terrain.
Le 29 octobre, Cadoudal rallie ses forces à Callac puis marche sur Sarzeau avec 3 000 hommes. Les Républicains, trop peu nombreux, se replient après un court affrontement, douze d'entre eux sont capturés. Deux chouans sont tués, mais les insurgés s'emparent d'une grande quantité de munitions, ainsi que de deux canons. Les Chouans relâchent leurs prisonniers contre la promesse de ne plus combattre contre eux,.
Cadoudal évacue ensuite Sarzeau, puis gagne Guéhenno, où il fait sa jonction avec les troupes de Pierre Guillemot. Le 4 novembre, une avant-garde républicaine de 98 hommes tombe dans une embuscade, face aux 6 000 Chouans, les Bleus sont écrasés, 60 sont tués, contre 8 hommes pour les Chouans et 15 sont capturés. Cadoudal remet en liberté au moins 9 des prisonniers, mais quelques autres sont semble-t-il fusillés en représailles de pillages. Cette avant-garde précédait une troupe de 1 000 hommes commandés par le général Schildt, mais les deux armées se séparent sans combattre.
Cependant ces succès ne durent pas, aux frontières les Républicains remportent de nombreuses victoires contre les armées de la Deuxième Coalition, des renforts sont envoyés dans l'Ouest et les Chouans doivent évacuer les villes prises, quant aux Vendéens ils ont été sévèrement battus à Montaigu et Cholet. Enfin, les Chouans et les Vendéens sont décontenancés par le coup d'État du 18 brumaire (9 novembre 1799).
Arrivé au pouvoir, Napoléon Bonaparte supprime la loi des otages, rétablit la liberté religieuse et nomme le général Gabriel Marie Joseph d'Hédouville à la tête de l'Armée de l'Ouest, ce dernier entame des négociations avec les Royalistes.

### Le débarquement de la Pointe de Pen Lan
Cadoudal craint que l'insurrection ne s'affaiblisse, le 23 novembre 1799 il ordonne l'interdiction des mariages sous peine de mort. En cas d'infraction les agents adjoints et les présidents qui rédigeront les actes civils seront exécutés, les parents des mariés devront payer une amende et le marié sera tondu et forcé de rejoindre les Chouans. De plus Cadoudal proclame que tout Chouan qui désertera l'armée sera fusillé.
Le 29 novembre, a lieu à Billiers, un grand débarquement d'armes et de munitions. 6 000 Chouans se rassemblent sur la côte de Pen Lan où les Britanniques leur livrent 25 000 fusils, quatre canons de six et de huit, deux obusiers de bronze et six caisses de piastres et de munitions. Jean Rohu rapporte :

« Le capitaine du vaisseau anglais vint à terre pour voir par lui-même qui était Georges, auquel son gouvernement accordait tant de confiance, et il le trouva dans l'eau jusqu'à la hanche, l'épaule sous le bord d'un bateau plat échoué et que nous voulions remettre à flot. L'Anglais fut bien émerveillé de trouver le général dans ces dispositions, et après s'être entretenu quelque temps avec lui à l'écart, il nous promit de nous servir de tous ses moyens. »

Informé à Vannes, le général républicain Harty se porte à la rencontre des Chouans avec 1 900 hommes et deux canons. Il les rencontre à Elven, où il engage le combat mais Pierre Guillemot et Jean Rohu, avec 1 200 hommes, parviennent à tenir suffisamment longtemps pour couvrir la fuite du convoi,.

### La conférence de Pouancé

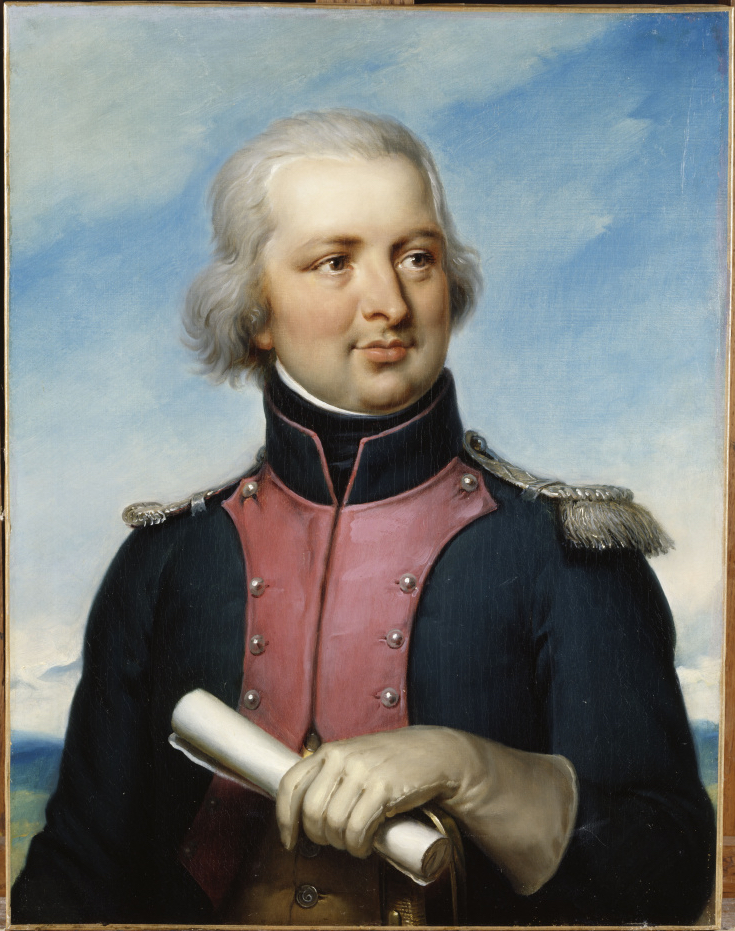
Gabriel Marie Joseph d'Hédouville
Peinture de Paulin Jean-Baptiste Guérin, 1792.

Cependant, le 28 novembre 1799, Cadoudal apprend que d'Autichamp, Bourmont et Châtillon ont accepté la suspension d'armes proposée par le général Gabriel d'Hédouville, commandant en chef des Républicains dans l'Ouest. La Prévalaye les imite le 1er décembre. Début décembre, les chefs royalistes se réunissent à Pouancé afin d'entamer les négociations avec Hédouville. Mais l'absence des chefs du Morbihan est remarquée, Cadoudal accepte la suspension d'arme et envoie Mercier afin de convaincre les Royalistes de ne pas signer la paix. Quelques jours plus tard, Cadoudal finit par se rendre lui-même à la conférence mais les généraux sont divisés ; d'Autichamp, Châtillon et Suzannet sont favorables à la paix, tandis que Cadoudal, Frotté, et Bourmont veulent continuer la guerre.
Le 18 décembre, les chefs chouans et vendéens envoient une proposition de paix commune à Hédouville, mais le but de Cadoudal est de gagner du temps. Le 27 décembre, Louis d'Andigné rencontre Bonaparte mais l'entrevue confirme que le Premier Consul n'a nullement l'intention de favoriser les Bourbons.
Une nouvelle conférence s'ouvre au manoir de la Puits-Racault, à Candé, le 8 janvier. Mais au fur et à mesure que Bonaparte assoit son pouvoir il se fait de plus en plus menaçant. Le 14 janvier, il remplace Hédouville par Guillaume Brune à la tête de l'Armée de l'Ouest, qui est renforcée de 30 000 hommes.
Face à de telles forces, les généraux vendéens signent la paix le 18 janvier bientôt suivis par Châtillon et Le Gris-Duval le 20 janvier.

### La bataille du pont du Loc'h et le traité de Beauregard

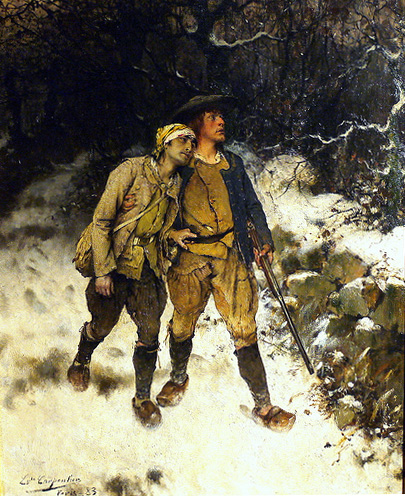
Chouans en déroute, huile sur toile d'Évariste Carpentier, 1883.

Le 22 janvier 1800, ayant reçu l'ordre de se saisir des bestiaux et des blés, le général Harty commandant des forces républicaines à Vannes se porte sur Grand-Champ, au cœur du territoire chouan, à la tête d'une armée de 3 500 à 4 000 hommes et deux canons. Cadoudal se replie mais il rassemble bientôt 8 000 hommes et quatre canons et, secondé par Guillemot, Rohu, Sol de Grisolles et Gambert, contre-attaque deux jours plus tard.
La bataille s'engage le 24 janvier, mais le brouillard et leur discipline imparfaite empêche les Chouans de coordonner leurs attaques et de faire jouer le poids du nombre. Finalement, Harty parvient à percer les lignes royalistes et à regagner Vannes. La bataille, la plus sanglante de la Chouannerie, a semble-t-il coûté la vie à environ quatre cents Chouans et trois cents Républicains. Plus de cent Républicains sont en outre fait prisonniers, Guillemot fit fusiller trente-deux hommes de la colonne mobile qui avaient exécuté seize de ses hommes deux jours avant la bataille, les autres furent relâchés. Cadoudal a fait plusieurs prisonniers, qu'il libère également.
Néanmoins la bataille est un échec pour les deux camps, mais surtout pour Cadoudal qui avait besoin d'une victoire. Il se retire avec son armée sur Plumelec. Quelques jours plus tard, il apprend que La Prévalaye et Bourmont ont capitulé les 25 et 26 janvier. De son côté, le général Brune est arrivé au Morbihan avec ses 30 000 hommes ; il installe son quartier général à Theix et fixe le début de l'offensive générale au 5 février.
Cadoudal se résout à traiter : le 4 février, il envoie Sol de Grisolles négocier auprès de Brune. Quelques jours plus tard, il rencontre lui-même le général. Selon son neveu, le général Debelle aurait engagé ainsi les pourparlers : « Je suis chargé de la part du Premier Consul de vous offrir le grade de général de division et un commandement dans l'armée de Moreau ; en cas de refus, de lui envoyer votre tête, » ce à quoi Cadoudal aurait répondu « Ma tête ! pour cela, il faudrait l'avoir, et je ne suis pas disposé à la céder. »
Cadoudal gagne le château de Beauregard, à Saint-Avé le 10 février où il accepte de capituler. Le traité est signé le 14 février, les Chouans doivent rendre leurs armes et les autorités républicaines promettent la protection du clergé catholique.
Les derniers territoires insurgés sont à leur tour pacifiés. En Normandie, Louis de Frotté, bien qu'il ait ordonné la cessation des hostilités le 8 février, est pris et fusillé le 18 février. Le même jour, Boisguy signe la paix à Rennes avec le général Brune.

## La conspiration contre Bonaparte

### Entretien avec le Premier Consul

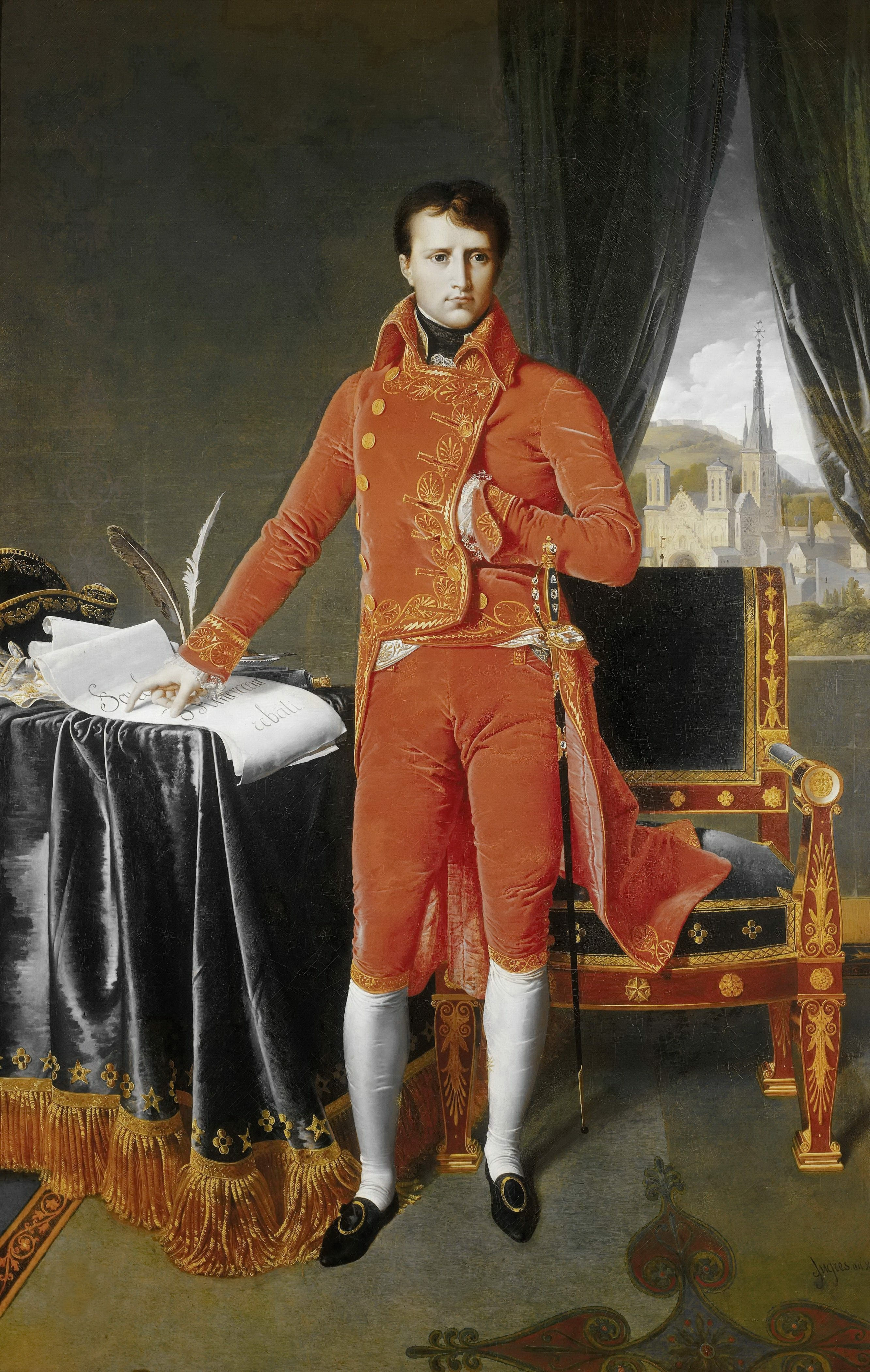
Napoléon Bonaparte, Premier Consul
peinture de Jean Auguste Dominique Ingres, 1803.

Le 25 février 1800, muni d'un laissez-passer signé du général Brune, Cadoudal se met en route pour Paris où un entretien avec le Premier Consul est prévu. Accompagné de son aide de camp Le Ridant, de l'abbé Joseph Le Leuch, et du colonel chouan Achille Biget, il arrive dans la capitale le 4 mars et s'installe à l'hôtel de Nantes. Dès le lendemain il rencontre Napoléon Bonaparte au palais des Tuileries. À l'issue de cette première entrevue, dont seul Talleyrand est témoin, le Premier Consul écrit à Brune : « J'ai vu ce matin Georges, il m'a paru un gros Breton dont peut-être il est possible de tirer parti pour les intérêts même de la patrie. »
Une seconde entrevue a lieu quelques jours plus tard, celle-ci est qualifiée de « houleuse ». Cadoudal en ressort furieux, selon le témoignage d'Hyde de Neuville :

« Oh ! Il change de ton, depuis que tant de fiers Républicains qui voulaient à tout prix la liberté ou la mort viennent se prosterner à ses pieds, depuis que des prêtres, des Royalistes nous abandonnent pour aller à lui ! [...] Oui oui, il change de ton, son pouvoir l'enivre... ce petit homme que j'aurais pu étouffer entre mes bras. Oh ! Il ne m'engageait point à prendre du service, il commandait, il ordonnait, il parlait en maître. Pacification, amnistie, tout cela n'est qu'un leurre. Attendons, et bientôt nous serons sous les verrous. »

### Échec d'une nouvelle chouannerie
Cadoudal refuse toutes les propositions de Bonaparte d'accepter un grade de général de brigade dans l'armée républicaine. Il quitte Paris le 9 avril, réussit à semer la police de Fouché puis, accompagné de Jean-Guillaume Hyde de Neuville et de La Carrière-Méricourt, il s'embarque à Boulogne-sur-Mer pour Londres.
Le 10 mai, à Londres, Georges Cadoudal est reçu par le comte Charles-Philippe d'Artois qui le nomme général en chef de l'Armée catholique et royale de Bretagne avec le grade de lieutenant-général, il commande ainsi toute la Bretagne, à l'exception de la Loire-Inférieure,. Dix jours plus tard, Cadoudal est reçu par le Premier ministre britannique William Pitt qui promet un débarquement de 30 000 soldats britanniques à Calais et en Bretagne. Il s'engage en outre à faire débarquer 30 000 hommes de plus si l'armée catholique et royale de Bretagne parvient à lever 60 000 soldats.
Le 3 juin 1800, la flotte britannique débarque Cadoudal sur l'île d'Houat ; de là il gagne la côte où les Britanniques ravitaillent en armes et en munitions les Chouans de Guillemot et Sol de Grisolles. Cadoudal réorganise ses troupes et divise la Bretagne en neuf régions, chacune sous les ordres d'un adjudant-général, équivalent de brigadier. Ces officiers généraux sont Pierre Guillemot, Pierre-Mathurin Mercier, dit la Vendée, Pierre Robinault de Saint-Régeant, Jean François Edme Le Paige de Bar, le Comte de Cornouailles, Guimard Coettedreux, Guillaume Le Gris-Duval, Aimé Picquet du Boisguy et Joseph Picot de Limoëlan. De leurs côtés, Suzannet et Bourmont conservent leurs commandements dans le Maine et la Vendée, tandis que Louis d'Andigné prend la tête de l'Armée catholique et royale du Bas-Anjou et de Haute-Bretagne, en revanche la Normandie ne bouge pas, brisée définitivement par la mort de Louis de Frotté.
De son côté, Bonaparte ordonne à Brune, puis à son successeur Bernadotte de prendre Cadoudal mort ou vif et, s'il est pris, de le faire fusiller dans les 24 heures. Mais la victoire de Bonaparte à la bataille de Marengo le 14 juin brise le plan élaboré avec William Pitt. Cadoudal repart brièvement pour l'Angleterre pendant l'été 1800, avant de regagner la Bretagne en novembre.

### La conspiration de la machine infernale
Informé de son retour en Bretagne, Fouché charge plusieurs de ses agents d'assassiner Cadoudal, mais tous échouent. Les premiers, Gabriel-Antoine de Becdelièvre et Louis Lainé, arrivent à Rennes le 5 décembre. Mais désapprouvant ces méthodes, le préfet d'Ille-et-Vilaine avertit Cadoudal qui capture les deux hommes près de Sarzeau. Ils sont fusillés après que du poison a été découvert sur eux.
Cadoudal de son côté, envoie trois de ses officiers à Paris. Ces derniers, Joseph Picot de Limoëlan, Pierre Robinault de Saint-Régeant et le chevalier de Trecesson élaborent un attentat à la machine infernale. La bombe explose le 24 décembre mais l'opération échoue : 22 personnes sont tuées dans l'explosion mais Bonaparte n'est pas touché. Accusé d'être l'organisateur de l'attentat, Cadoudal se défendra :

« J’avais envoyé, à Paris, quelques-uns de mes officiers pour se défaire de Bonaparte, parce que je croyais la mesure nécessaire ; mais je ne leur avais prescrit aucun moyen d’exécution. Ils ont choisi celui de l’explosion, elle était très blâmable puisqu’elle sacrifiait inutilement des innocents. Mais cette fois, mon projet était d’attaquer le Premier Consul à force ouverte et avec des armes égales à celles des gardes de son escorte. »

La répression s'abat d'abord sur les Jacobins, soupçonnés par Bonaparte : 9 sont guillotinés et 139 déportés, mais l'origine royaliste de l'attentat ne tarde pas à être révélée, en particulier grâce à l'enquête menée par Joseph Fouché. Saint-Régeant et Carbon sont pris et guillotinés le 20 avril 1801, tandis que Limoëlan s'enfuit aux États-Unis. Par la suite, les colonnes mobiles du général Bernadotte quadrillent la Bretagne. Le 20 janvier, trahi par son hôte, Mercier la Vendée est surpris et tué par les gendarmes à La Motte. La mort de son meilleur ami rend Cadoudal inconsolable. Ivre de colère, il ordonne de brûler le village de la Fontaine-aux-Anges où Mercier a été tué mais il se rétracte rapidement. Il chasse cependant de son armée les hommes qui composaient l'escorte pour n'avoir pas su protéger leur général. Puis le 3 février Julien Cadoudal, frère de Georges, est arrêté par les gendarmes à Kerléano alors qu'il cultivait son champ. Une semaine plus tard, son transfert à la prison de Lorient est décidé mais en chemin, les gendarmes le fusillent sous prétexte qu'il avait cherché à s'échapper. Plusieurs autres chefs tombent sous les coups des colonnes mobiles.

### Retraite en Angleterre
En mars 1802, Cadoudal s'enfuit pour l'Angleterre. Le 22 du même mois il demande au ministre William Windham que l'Angleterre accueille les officiers chouans les plus compromis. La demande est favorablement reçue, 60 d'entre eux s'embarquent pour Guernesey puis Jersey le 2 mai, ils y restent jusqu'en décembre avant d'être assignés à résidence à Rumsey, près de Southampton. Le 25 mars 1802, la République française et le Royaume-Uni de Grande-Bretagne et d'Irlande signent la paix d'Amiens. Louis-Guillaume Otto réclame que Cadoudal soit livré à Bonaparte, mais les Britanniques refusent. À Rumsey, les officiers chouans restent inactifs jusqu'en août 1803, où Cadoudal leur fait parvenir un courrier dans lequel il leur donne pour consigne de commencer à s'entraîner à combattre à cheval.

### La conspiration de 1803

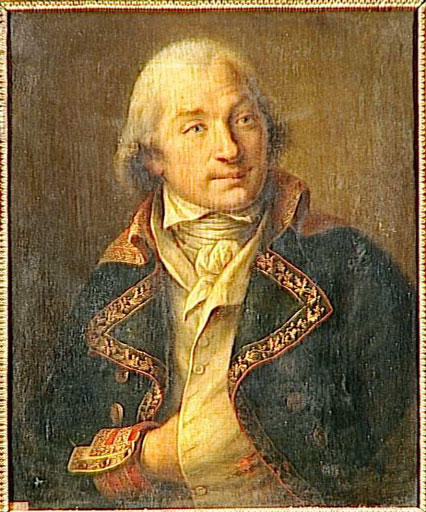
Jean-Charles Pichegru, huile sur toile anonyme, XIXe siècle, musée national des châteaux de Versailles et de Trianon.

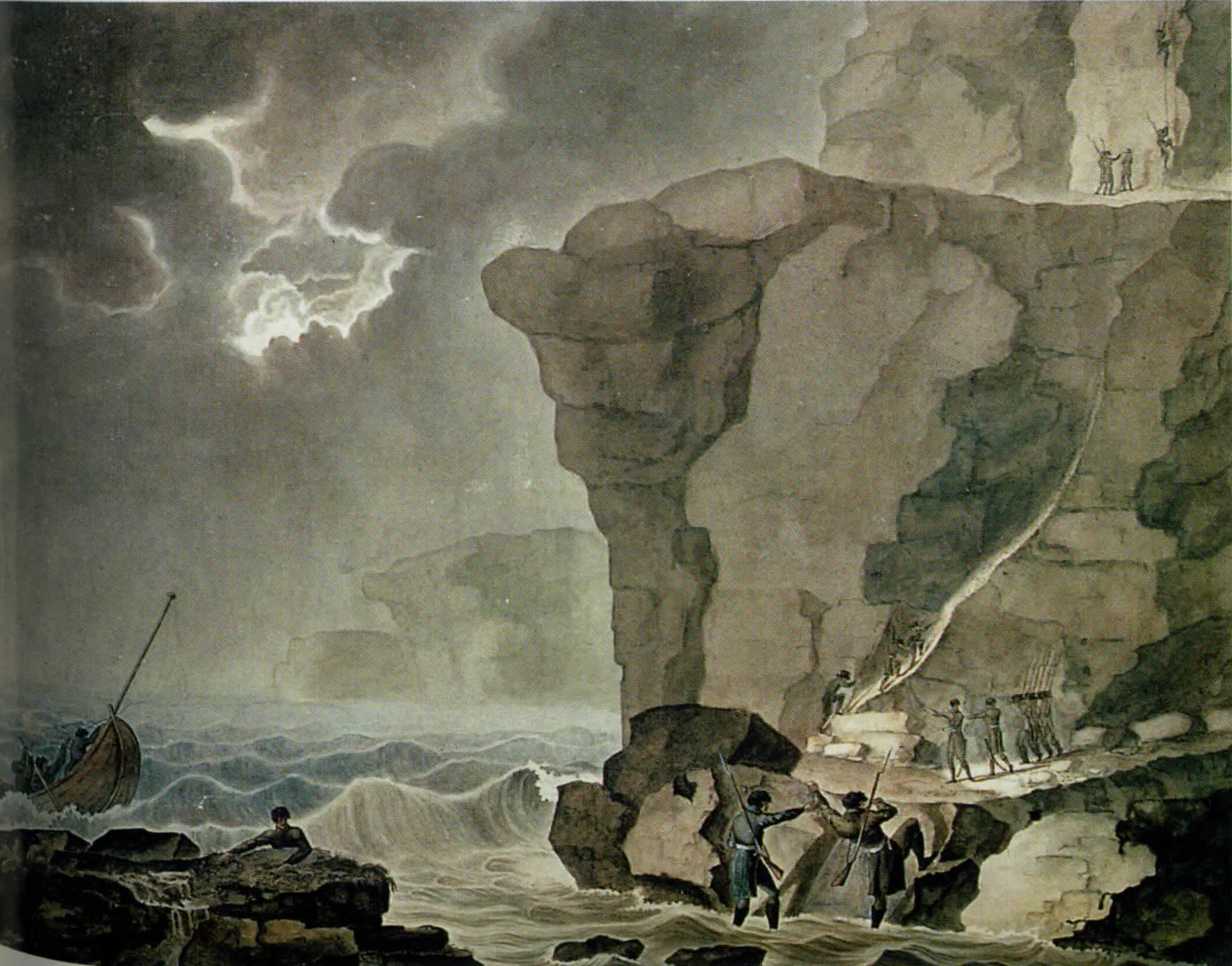
Escalade de la falaise de Biville, aquarelle d'Armand de Polignac.

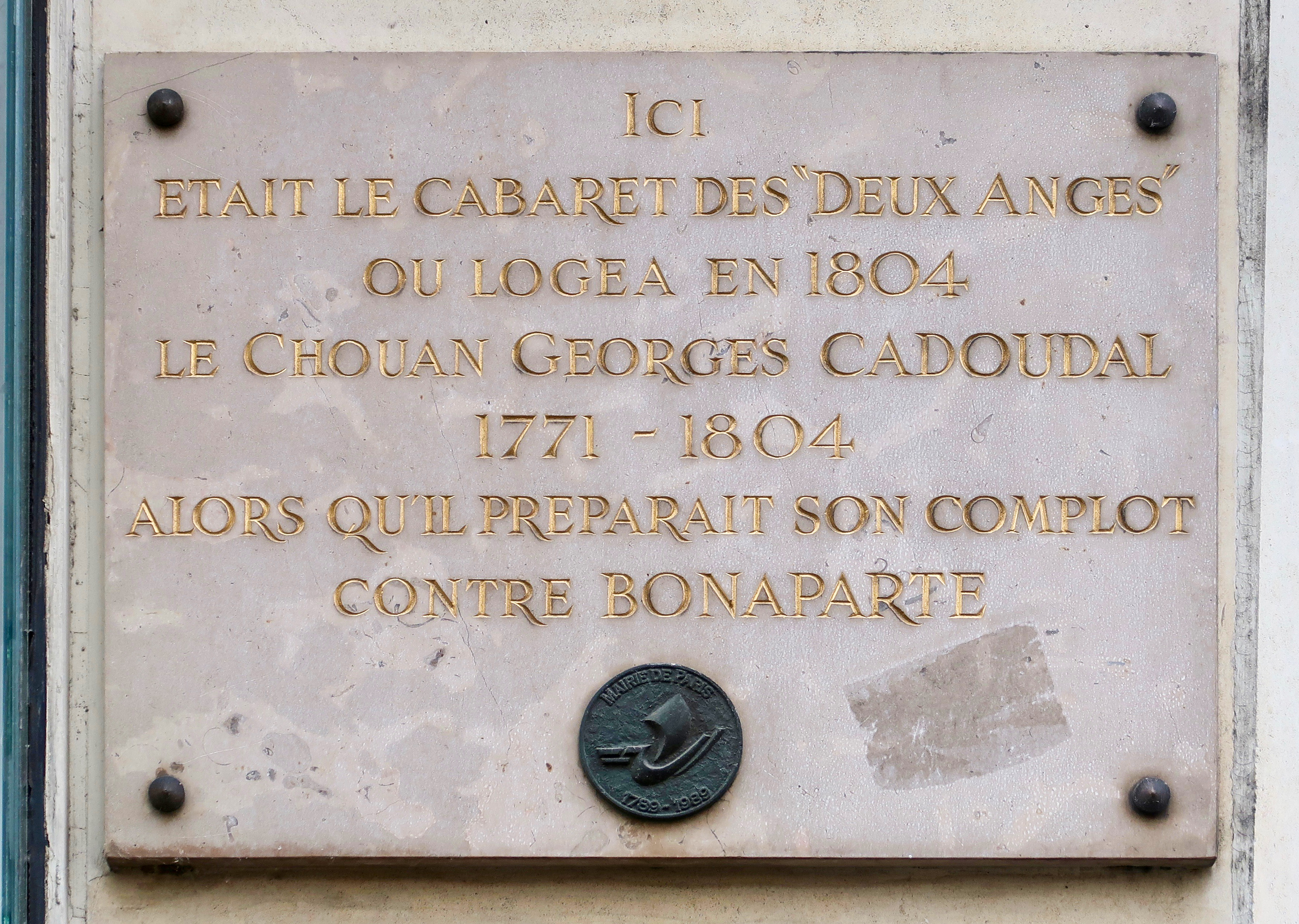
Plaque 98 rue du Bac (Paris), où il logea alors qu'il préparait le complot.

Un nouveau projet est planifié par Cadoudal pour renverser Napoléon Bonaparte. Son intention est de former un groupe de cavaliers armés, d'attaquer le Premier Consul et son escorte au cours d'un de ses voyages hors de Paris, de le capturer ou de le tuer, et de placer à son poste, à titre provisoire, un chef capable de commander la force publique et de maintenir l'ordre. Ce choix se porte sur le général Jean-Charles Pichegru.
En juillet 1803, les premiers conjurés Sol de Grisolles, Charles d'Hozier, Gaillard et Bouvet de Lozier débarquent les premiers en France. Ils se rendent à Paris afin d'assurer des logements aux autres conspirateurs. Le 19 août, la corvette britannique HMS Bonnetat embarque à Hastings, emmenant à son bord Georges Cadoudal, La Haye-Saint-Hilaire, Joyaut, Quérelle, Hermely, Picot, Brêche et Troche. Le 21 au soir, elle accoste à Biville-sur-Mer où elle débarque les conjurés. Ces derniers se cachent ensuite dans une ferme près de Guilmécourt et se mettent en route pour Paris ; le 31, ils sont à Saint-Leu-Taverny. De là, Sol de Grisolles, Lozier et d'Hozier, viennent les rejoindre avec un cabriolet dans lequel ils entrent dans Paris. Ils couchent le soir à l'auberge de la Cloche d'or, rue du Bac.
Cadoudal et Pichegru tentent d'abord de rallier à leur cause le général Moreau ; cependant ce dernier, très hostile à Bonaparte, mais en même temps peu favorable aux Bourbons, hésite. Mais en septembre, Jean-Pierre Quérelle commet l'imprudence d'écrire de Vannes à son beau-frère, l'ancien chef chouan René Blouet. La lettre est dérobée à ce dernier par la veuve Paul qui la remet aux autorités. Celles-ci avertissent Fouché à Paris. Celui-ci fait arrêter Quérelle le 12 octobre 1803, qui est enfermé à la prison du Temple. Plusieurs arrestations suivent : Sol de Grisolles, Poger, Lebourgeois et Picot, traduits devant une commission militaire ; les deux derniers sont condamnés à mort, ainsi que Quérelle. Cependant, le 27 janvier 1804, jour de leur exécution, Quérelle craque, « rendu fou par la peur et l'appréhension du supplice ». Il demande à faire des révélations au conseiller d'État Réal contre la vie sauve. Il confesse que Georges Cadoudal est à Paris et donne les noms des principaux conjurés.
Les 8 et 9 février, Picot et Bouvet de Lozier sont à leur tour arrêtés par la police. Torturés, ces derniers avouent les détails du complot. Le 15 février, le général Moreau est arrêté, suivi du général Pichegru le 28, qui oppose une vive résistance. Cependant Cadoudal demeure introuvable et la police fait afficher son signalement. Cadoudal, dont la stature est facilement reconnaissable, se cache alors, avec Gaillard, Joyaut et Burban, chez madame Lemoine, rue de la Montagne-Sainte-Geneviève. Il cherche toutefois une cache plus sûre, et Burban pense en connaître une chez un parfumeur de la rue du Four. Georges charge alors Le Ridant de lui trouver un cabriolet pour gagner sa nouvelle cache. Celui-ci s'adresse à son logeur, Goujon, qui lui en fournit un, cependant ce dernier s'avère être un indicateur de police.

### Arrestation de Cadoudal

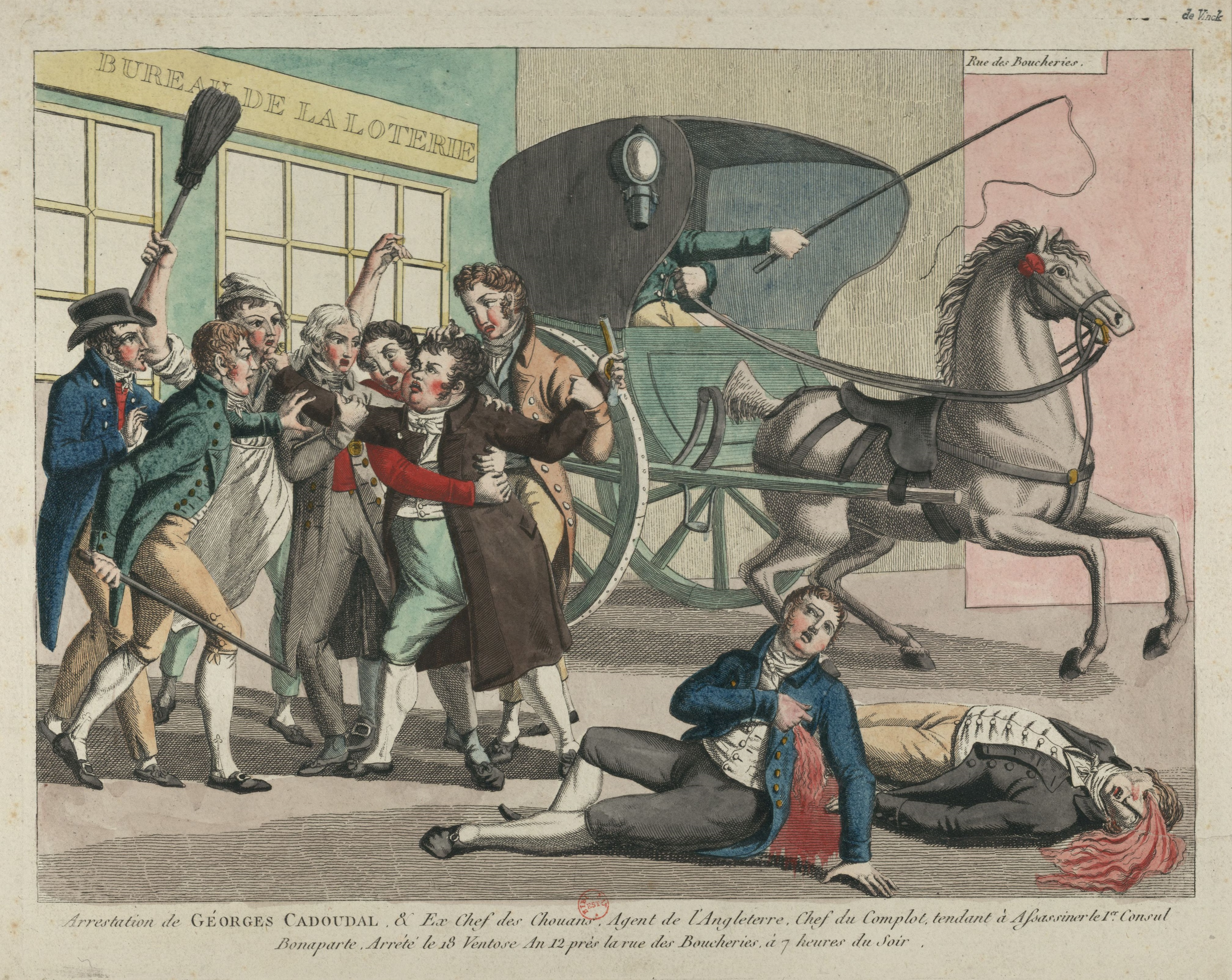
Après avoir abattu l'inspecteur de police Étienne Buffet, première victime du devoir, Cadoudal est arrêté par les agents de la préfecture de police.
Gravure à l'eau-forte, Paris, BnF, département des estampes et de la photographie.

Le 9 mars 1804, à dix-neuf heures, Le Ridant s'arrête avec le cabriolet à la place du Panthéon. Cadoudal, Burban, Gaillard et Joyaut, sortent alors de l'appartement de Mme Lemoine et s'approchent du cabriolet. Mais au moment où Cadoudal monte, deux inspecteurs de police - Buffet et Caniolle - et deux officiers de paix - Destavigny et Petit - surgissent. Les trois autres conjurés se jettent sur les policiers tandis que Le Ridant s'élance avec le cabriolet dans les rues de la ville ; mais le vieux cheval, choisi par Goujon, galope avec peine. Au carrefour de l'Odéon, l'inspecteur Buffet se jette à la tête du cheval pour tenter de l'arrêter, mais Cadoudal le tue d'un coup de pistolet et saute ensuite du cabriolet, poursuivi par l'inspecteur Caniolle qui ameute les passants. Rattrapé au carrefour Bussy, Cadoudal, malgré une énergique résistance, succombe sous le nombre des assaillants.
Conduit à la préfecture de police sous les invectives de la foule, il y est interrogé par le préfet Louis Nicolas Dubois, le juge du tribunal criminel Jacques Alexis Thuriot et Pierre Marie Desmaret, chef de la police politique. Ce dernier rapporte :

« Georges, que je voyais là pour la première fois, avait toujours été pour moi comme le Vieux de la Montagne, envoyant au loin ses assassins contre les puissances. Je trouvai, au contraire, une figure pleine, à l’œil clair et au teint frais, le regard assuré, mais doux aussi bien que la voix. Quoique très replet de corps, tous ses mouvements et son air étaient dégagés, tête toute ronde, cheveux bouclés, très courts ; point de favoris ; rien de l'aspect d'un chef de complot à main armée, longtemps dominateur des landes bretonnes. J'étais présent lorsque M. Dubois, préfet de police, le questionna. Le calme et l'aisance du prisonnier dans une telle bagarre, ses réponses fermes, contrastaient beaucoup avec mes idées sur lui. »

« Que veniez-vous faire à Paris ? — Attaquer le Premier Consul. — Où avez-vous logé ? — Je ne veux pas le dire. — Pourquoi ? — Parce que je ne veux pas augmenter le nombre des victimes. — Quel était votre projet et celui de vos conjurés ? — De mettre un Bourbon à la place de Bonaparte. — Quel était ce Bourbon ? — Louis XVIII. — N'était-ce pas avec un poignard que vous vous proposiez d'assassiner le Premier Consul ? — Je ne suis pas un assassin. Je devais l'attaquer avec des armes pareilles à celles de sa garde. »

Le 10 mars, après un second interrogatoire, Cadoudal est enfermé avec les autres conjurés à la prison du Temple. À la suite de son arrestation, une quarantaine de personnes sont à leur tour appréhendées.

### Le procès des conjurés

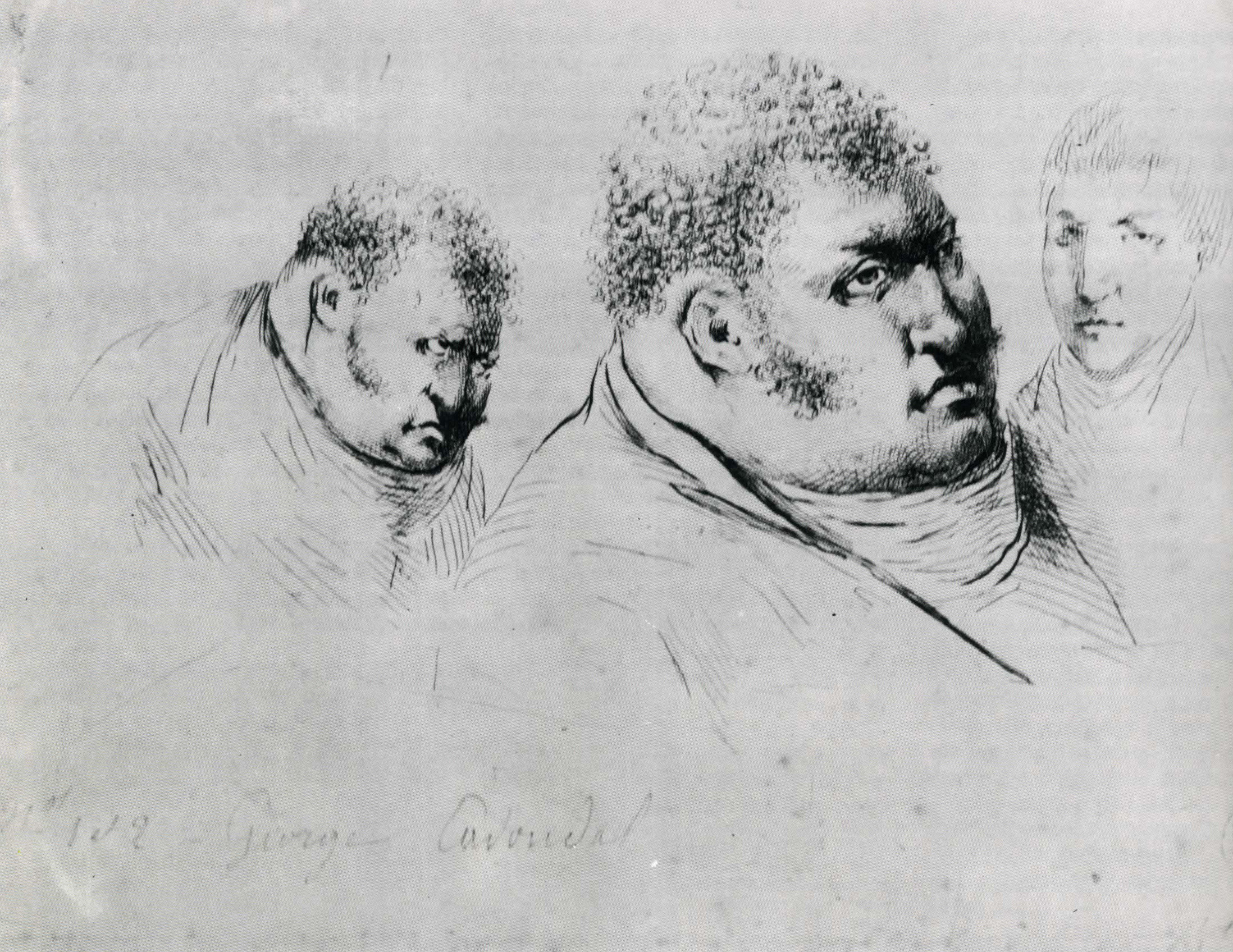
Croquis de Georges Cadoudal au cours de son procès, par Denon. Musée Carnavalet.

Dans l'attente du procès instruit par le juge Thuriot les prisonniers sont mis au secret à la prison du Temple, certains sont soumis à la torture. Le 6 avril, le général Pichegru est retrouvé mort dans sa cellule, apparemment par suicide.
Le procès s'ouvre le 27 mai 1804 au palais de justice de Paris et a lieu sans heurt. Le 10 juin, à quatre heures les jurés rendent leur verdict et condamnent à mort 20 accusés dont Cadoudal, 22 sont acquittés. Par la suite, Bonaparte accordera sa grâce à huit condamnés. Le général Moreau est condamné à deux ans de prison.

### La mort de Cadoudal

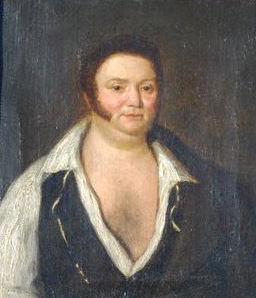
Georges Cadoudal, portrait réalisé peu avant sa mort, anonyme, 1804.
Musée de la Chouannerie, Plouharnel.

Le 25 juin 1804, les condamnés sont transférés de la prison de Bicêtre à la Conciergerie. Le marquis de Rivière raconte dans ses mémoires : 

« Le jour même de l'exécution, on vint lui annoncer qu'il pouvait obtenir sa grâce : il demanda si ses officiers l'obtiendraient aussi. On lui répondit que pour ce qui les concernait, le chef du gouvernement croyait devoir laisser la justice suivre son cours. « Allons, dit-il, je subirai la peine qui m'est infligée. C'est moi qui les ai engagés à venir, et je serais un lâche de vivre s'ils doivent mourir. »

Georges Cadoudal refuse farouchement, par principe, toute idée de demande de grâce, alors que tout laisse à penser que Bonaparte était plutôt demandeur en la matière. Le conseiller d'État Réal, qui lui propose avec insistance de signer un recours en grâce, se voit répondre : « Me promettez-vous une plus belle occasion de mourir ? »
À dix heures les douze condamnés — Georges Cadoudal, Jean Lelan, Jean Merille, Victor Deville, Pierre-Jean Cadoudal, Michel Nicolas Roger, Louis Picot,, Louis Ducorps, Guillaume Lemercier, Louis-Gabriel Burban, Aimé-Augustin Joyaut, et Jean-Baptiste Coster de Saint-Victor — sont conduits place de Grève. Cadoudal demande à déroger à la règle voulant que le chef de bande soit exécuté en dernier afin que ses compagnons ne puissent douter de son engagement et penser qu'il pourrait accepter une grâce de dernière minute. À onze heures, il récite une dernière prière avec son confesseur l'abbé de Keravenant puis monte sur l'échafaud. Avant que le couperet tombe, il crie à trois reprises « Vive le roi ! ».
Le docteur Dominique-Jean Larrey, impressionné par la stature de Cadoudal, qualifié de « géant » à l'époque, récupère ensuite la dépouille du chef chouan pour ses travaux.

## Postérité

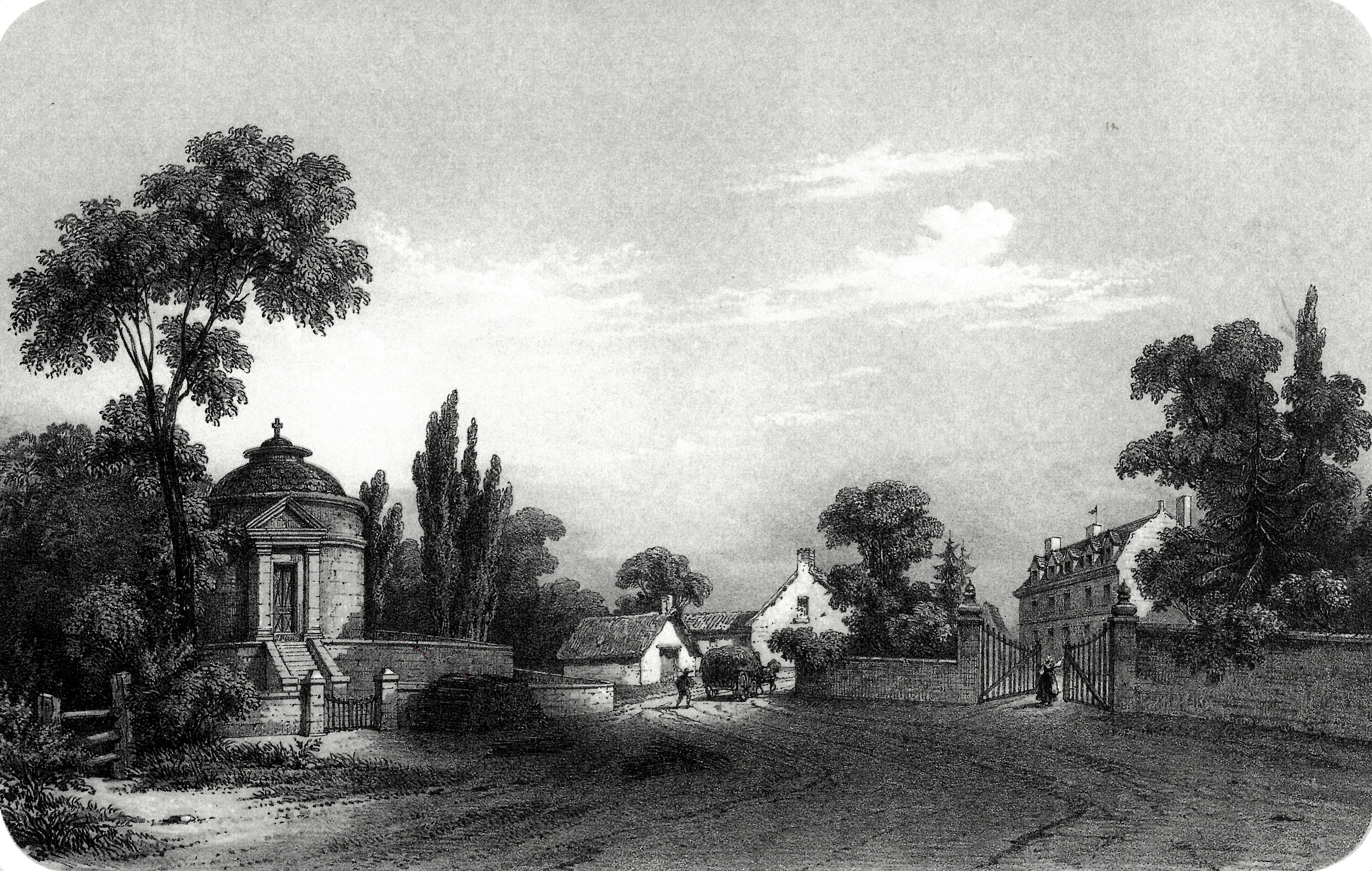
Kerléano, dessin de Thomas Drake et lithographie d'Henri Daniaud, 1860.

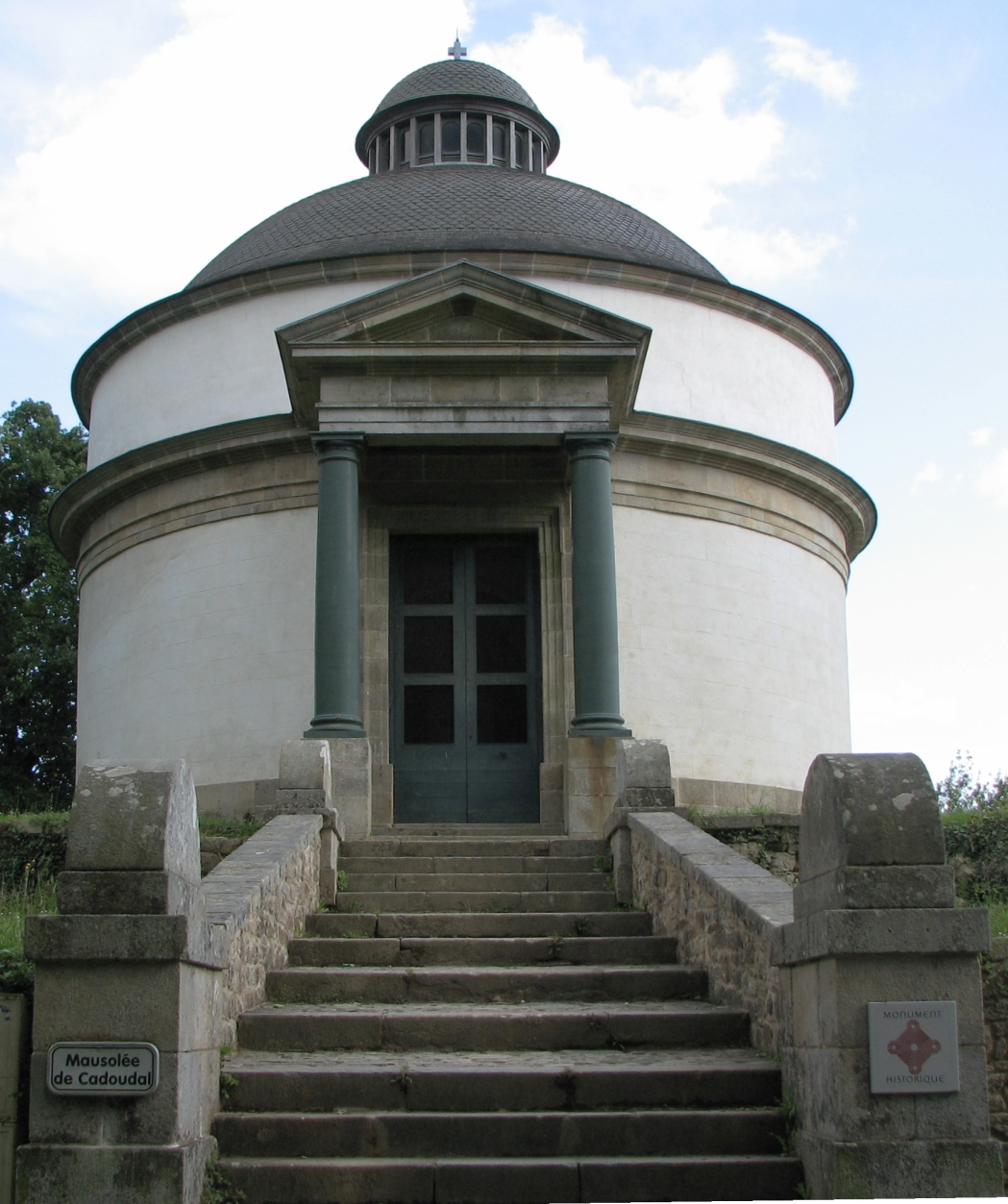
Mausolée de Cadoudal à Kerléano (Auray).

La famille Cadoudal est anoblie en 1815, le blason des Cadoudal est alors le suivant : D'azur au dextrochère armé d'or, tenant une épée d'argent montée d'or, et chargé d'un bouclier d'hermine surchargé d'une fleur de lys de gueules.

On peut supposer que le Premier Consul puis Empereur, qui avait espéré jusqu'au bout un « retournement » de Georges Cadoudal, ait conservé envers lui un certain ressentiment, puisqu'il ne s'oppose pas à ce que les restes du conspirateur, au lieu d'être ensevelis après la mise à mort, soient récupérés à des fins « médicales » par le docteur Dominique Larrey, son squelette étant exposé en faculté de médecine durant tout le Premier Empire.
La Restauration donne lieu à des funérailles solennelles pour Cadoudal, dont les restes sont alors inhumés à Auray, dans le mausolée Cadoudal, construit à cet effet sur la colline de Kerléano, à proximité immédiate de sa maison natale, tandis que son frère Joseph Cadoudal est anobli. Georges Cadoudal est également élevé à la dignité de Maréchal de France à titre posthume.
En Bretagne, au moins seize rues portent son nom, d'après Les Noms qui ont fait l'histoire de Bretagne (1997) : Auray, Bignan, Brec'h, Grand-Champ, Landévant, Languidic, Locminé, Locoal-Mendon, Malestroit, Moréac, Pacé, Plaudren, Ploeren, Plumelec, Pluneret, Rennes, Saint-Avé, Sarzeau, Surzur, Vannes.
La statue en bronze de Georges Cadoudal a été inaugurée à Kerdel dans la commune de Bignan (56) le 14 septembre 2013. Cette journée fut organisée par l'association Pierre Guillemot.
Elle se situe dans le petit jardin de la maison natale de Pierre Guillemot (fusillé à Vannes six mois après le décès de Cadoudal).
Cette statue, réalisée en 2004, devait être installée à Auray, lieu du mausolée de Cadoudal à Kerléano. L'épouse et les fils d'André Jouannic, le sculpteur de ladite statue, ont préféré qu'elle soit érigée sur le terrain de l'association Pierre Guillemot.

## Regards contemporains
« Tenez, par exemple, il y a parmi les conjurés un homme que je regrette : c’est Georges. Celui-là est bien trempé ;
entre mes mains un pareil homme aurait fait de grandes choses. Je sais apprécier tout ce que vaut la fermeté de son caractère, et je lui aurais donné une bonne direction. Je lui ai fait dire par Réal que s’il voulait s’attacher à moi, non seulement il aurait sa grâce, mais que je lui aurais donné un régiment. Que sais-je ? Je l'aurais peut-être pris pour aide-de-camp. On aurait crié ; mais cela m’eût été, parbleu, bien égal. Georges a tout refusé ; c’est une barre de fer. Qu'y puis-je ? il subira son sort, car c’est un homme trop dangereux dans un parti ; c’est une nécessité de ma position. Que je ne fasse pas d'exemple, et l'Angleterre va me jeter en France tous les vauriens de l’émigration ; mais patience, patience ! J’ai les bras longs, et je saurai les atteindre s’ils bougent.
Moreau n’a vu dans Georges qu'un brutal, moi j’y vois autre chose. Vous devez vous rappeler la conversation que j’eus avec lui aux Tuileries, vous étiez avec Rapp dans la pièce à côté. Je n’ai pu parvenir à le remuer. Quelques-uns de ses camarades furent émus au nom de la patrie et de la gloire, mais pour lui il resta froid. J’eus beau tâter toutes les fibres, parcourir toutes les cordes ; ce fut en vain, je le trouvai constamment insensible à tout ce que je lui disais. Georges ne parut alors à mes yeux que froidement avide du pouvoir, il en demeurait toujours à vouloir commander les Vendéens. Ce fut après avoir épuisé tout moyen de conciliation que je pris le langage du premier magistrat. Je le congédiai en lui recommandant surtout d’aller vivre chez lui, tranquille et soumis, de ne pas se méprendre sur la nature de la démarche que j’avais faite vis-à-vis de lui, de ne pas attribuer à la faiblesse ce qui n’était que le résultat de ma modération et de ma force : Dites-vous bien, ajoutai-je, et répétez à tous les vôtres que, tant que j’aurai les rênes de l’autorité, il n’y aura ni chance ni salut pour quiconque oserait conspirer. Je le congédiai alors, et la suite a prouvé si j’avais raison de lui recommander de se tenir tranquille. Réal m’a dit que quand Moreau et lui s’étaient trouvés en sa présence avec Pichegru, ils n’avaient pu s’entendre, parce que Georges ne voulait pas agir autrement que pour les Bourbons. Eh bien, il avait un plan, mais Moreau n’en avait aucun : il voulait renverser mon pouvoir sans savoir ce qu'il mettrait à ma place. Cela n’avait pas le sens commun. »

— Napoléon Ier, cité par Louis Antoine Fauvelet de Bourrienne, Mémoires

## Décorations
- Grand-croix de l'ordre royal et militaire de Saint-Louis.

## Adaptation cinématographique
- Cadoudal est un film français de Gérard Bourgeois sorti en 1911